# Liste von Persönlichkeiten der Stadt Neapel
Diese Liste enthält in Neapel geborene Persönlichkeiten sowie solche, die in Neapel gewirkt haben, dabei jedoch andernorts geboren wurden. Die Liste versammelt Personen mit einem Artikel in der deutschsprachigen Wikipedia und erhebt keinen Anspruch auf Vollständigkeit.

## In Neapel geborene Persönlichkeiten

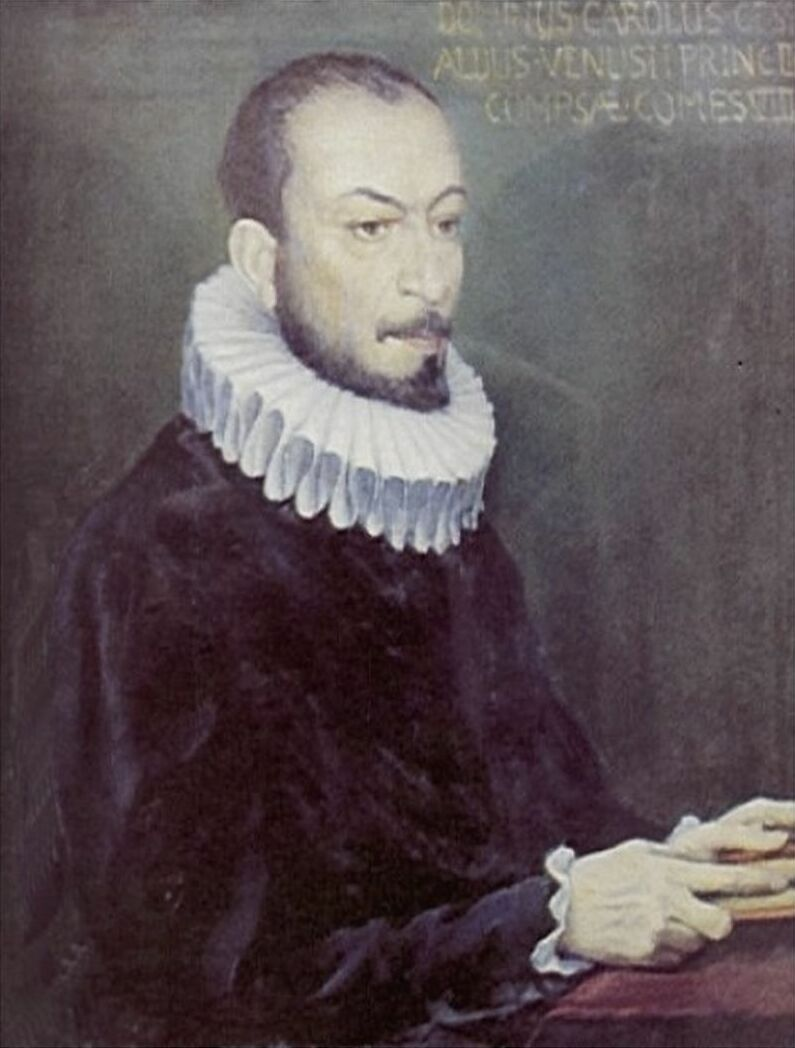
Carlo Gesualdo

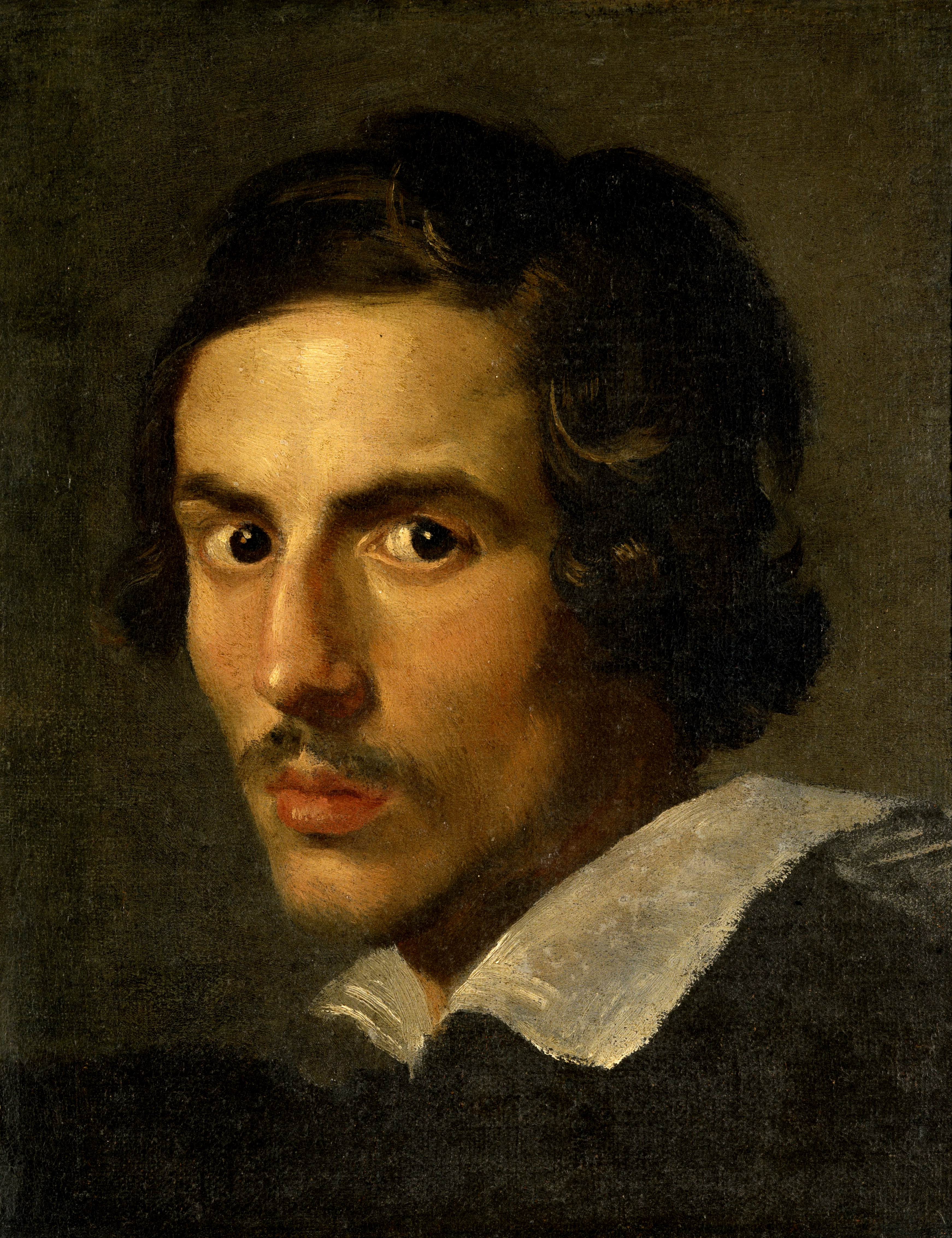
Gian Lorenzo Bernini

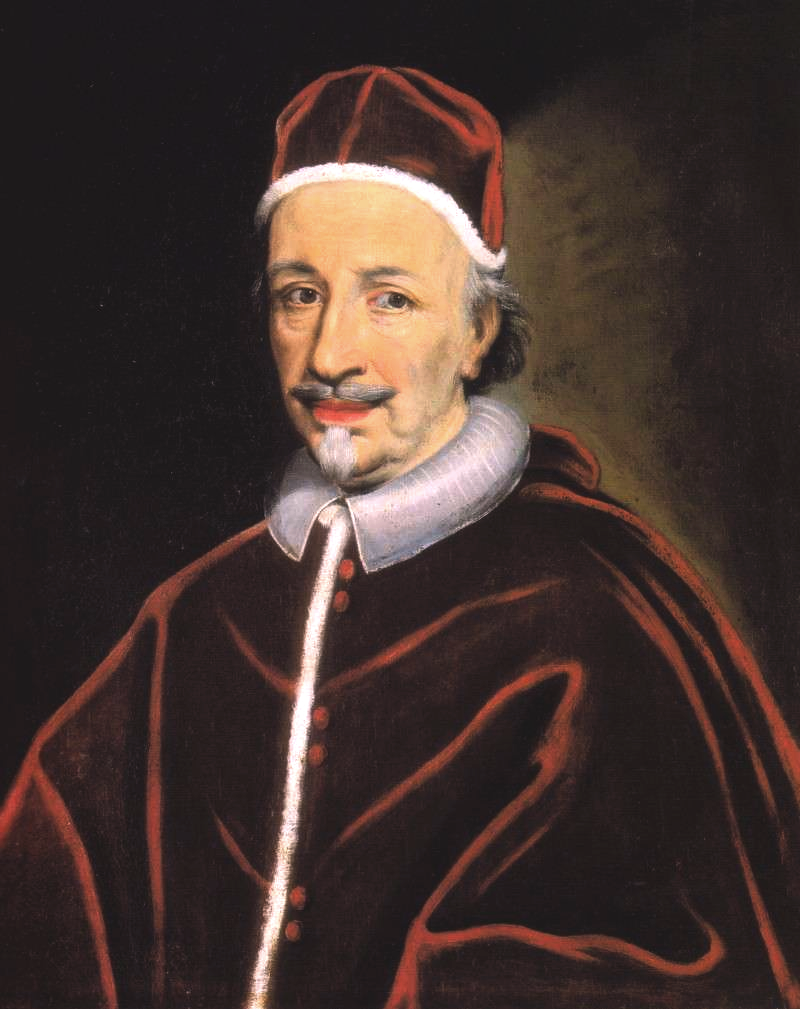
Papst Innozenz XII.

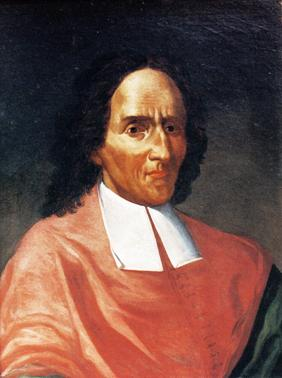
Giambattista Vico

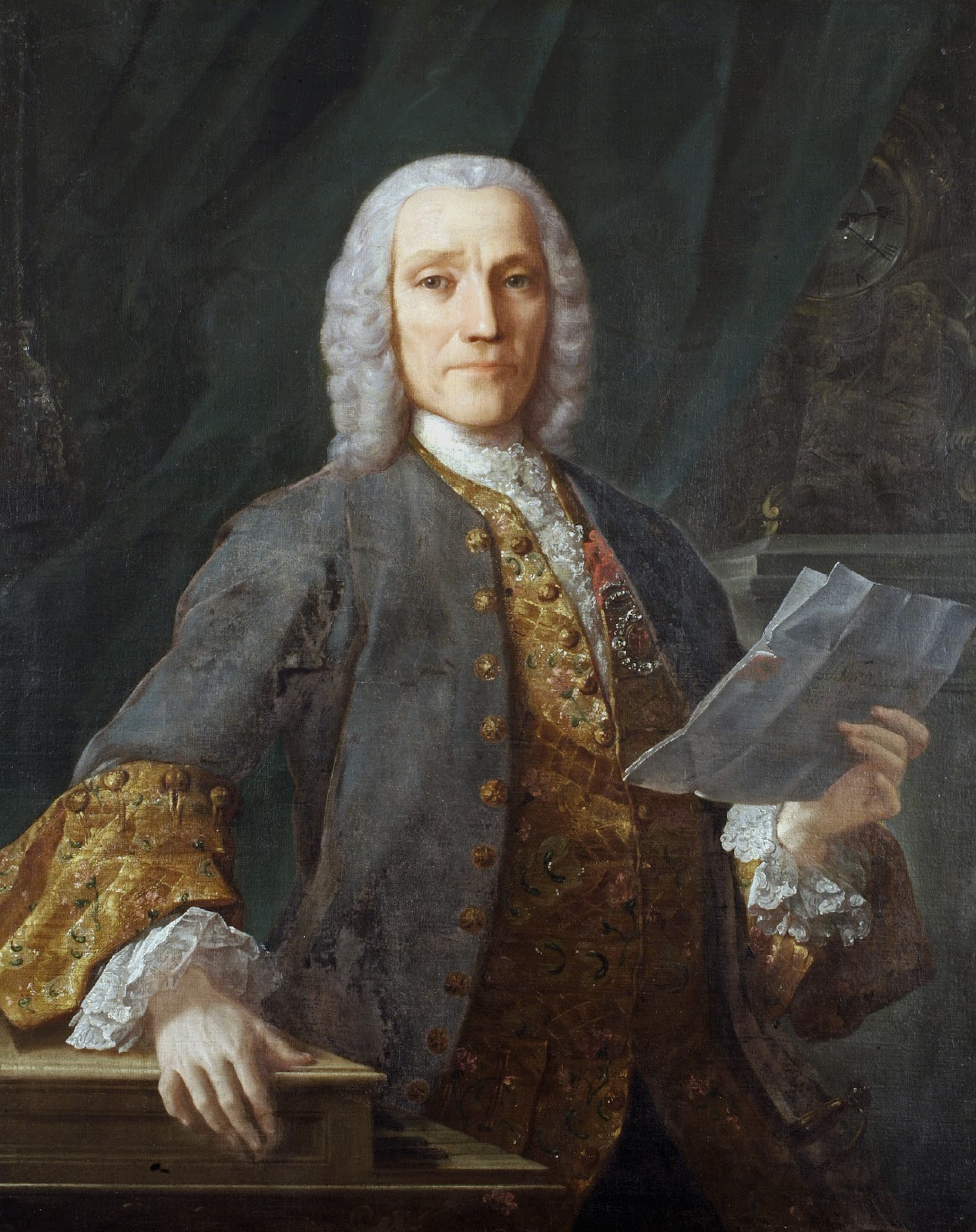
Domenico Scarlatti

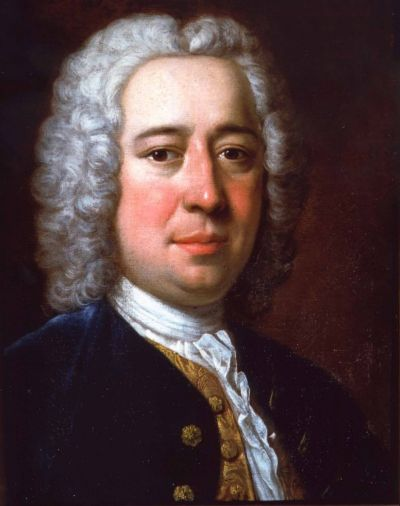
Nicola Porpora

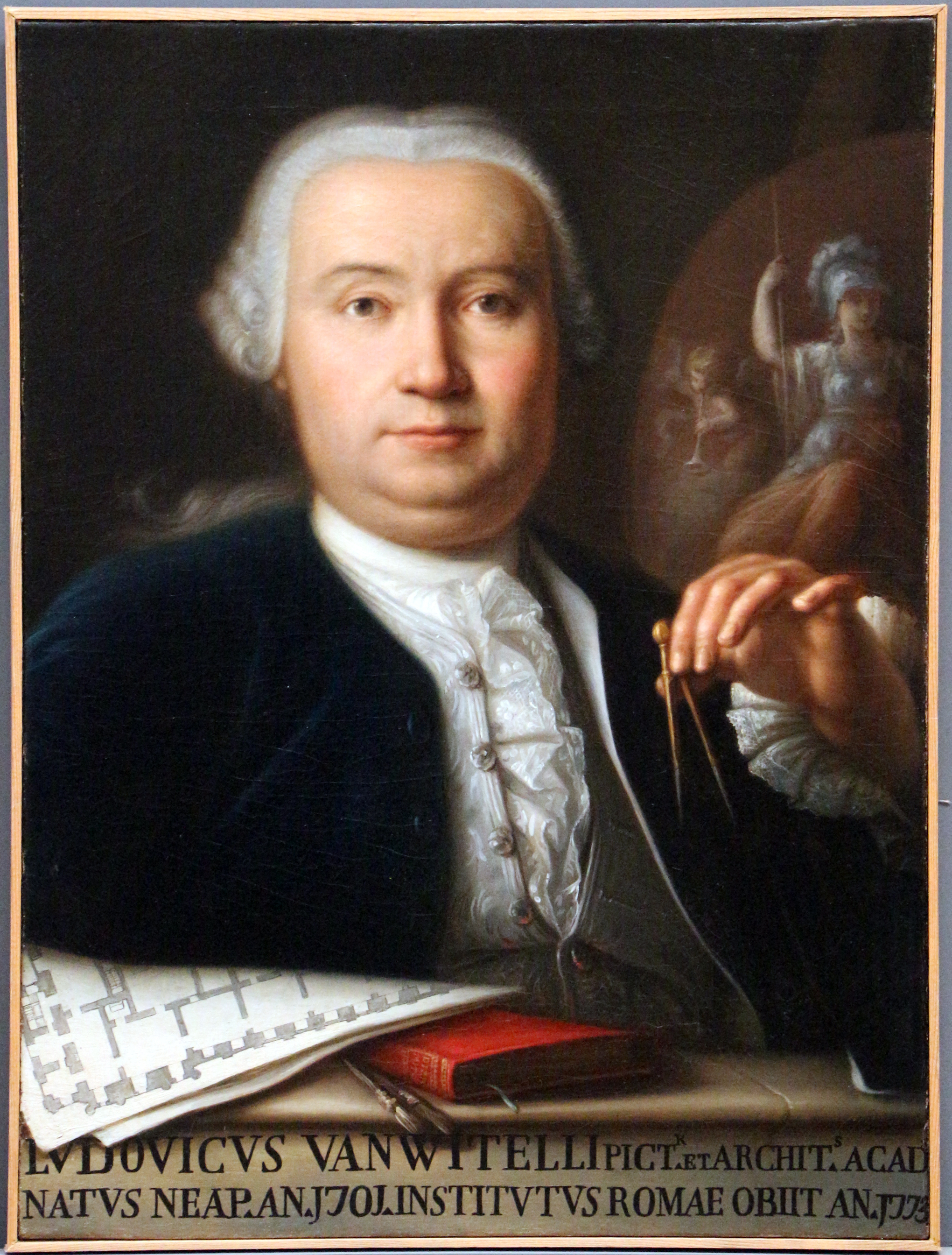
Luigi Vanvitelli

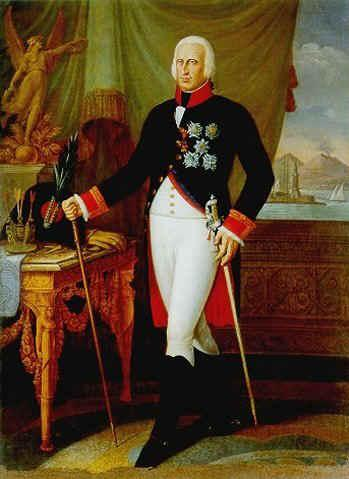
König Ferdinand I.

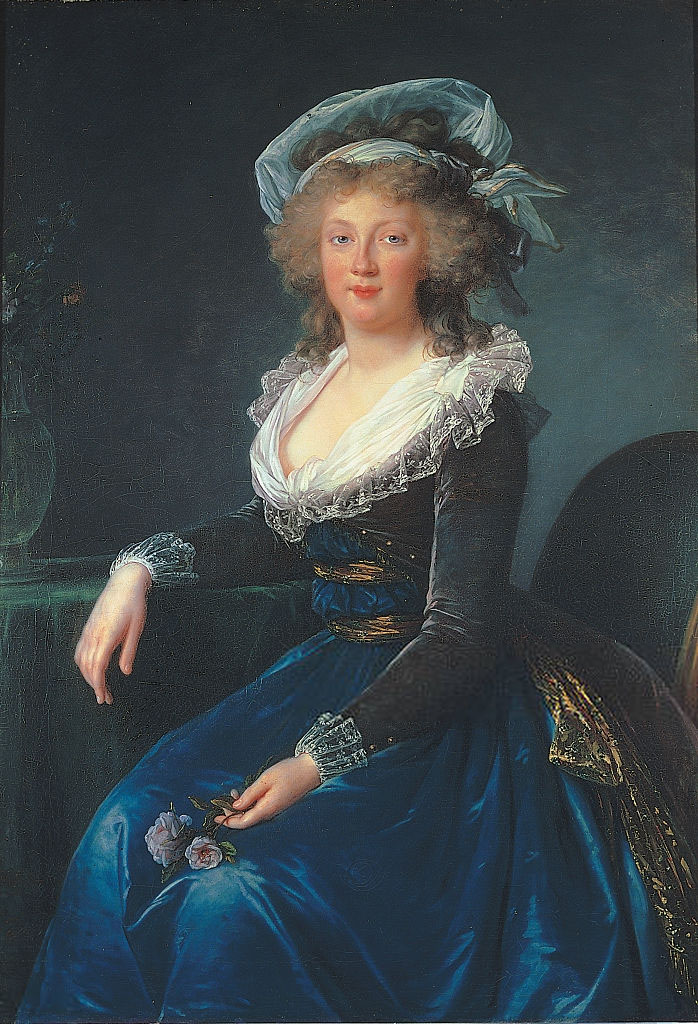
Maria Theresa von Bourbon-Sizilien, römisch-deutsche Kaiserin

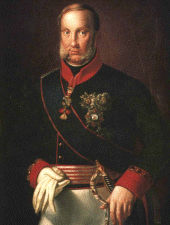
König Franz I.

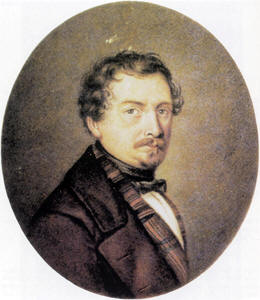
Salvadore Cammarano

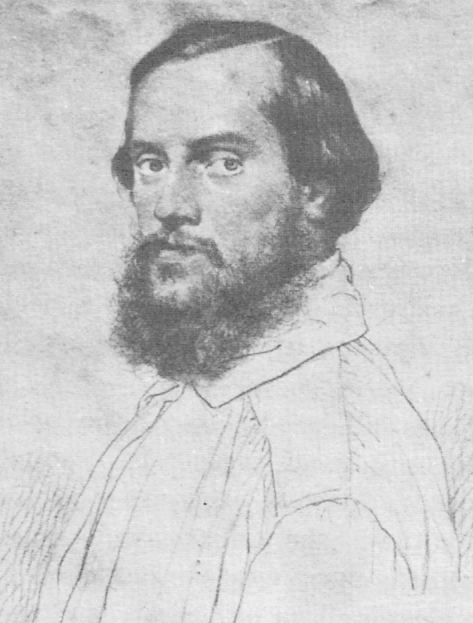
Carlo Pisacane

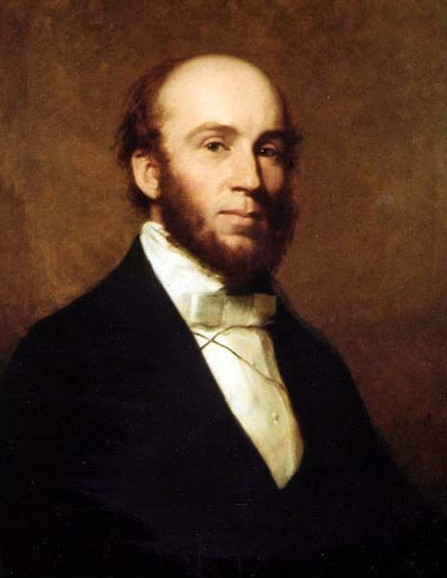
Charles Piazzi Smyth

John Emerich Edward Dalberg-Acton, 1. Baron Acton

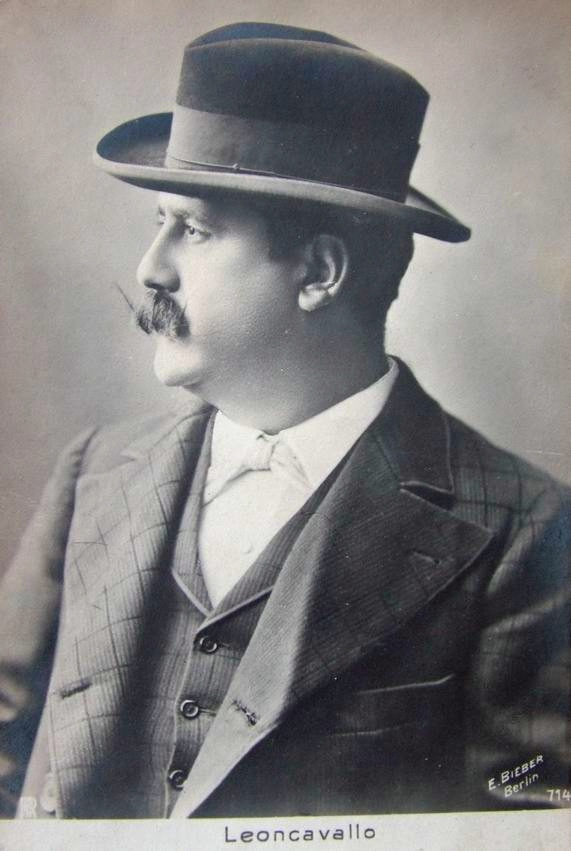
Ruggero Leoncavallo

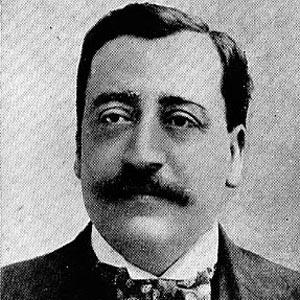
Eduardo Di Capua

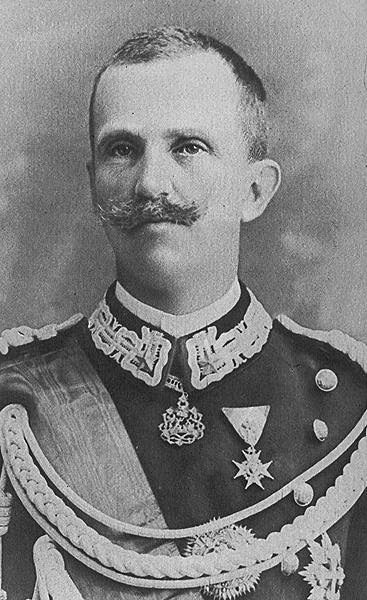
König Viktor Emanuel III.

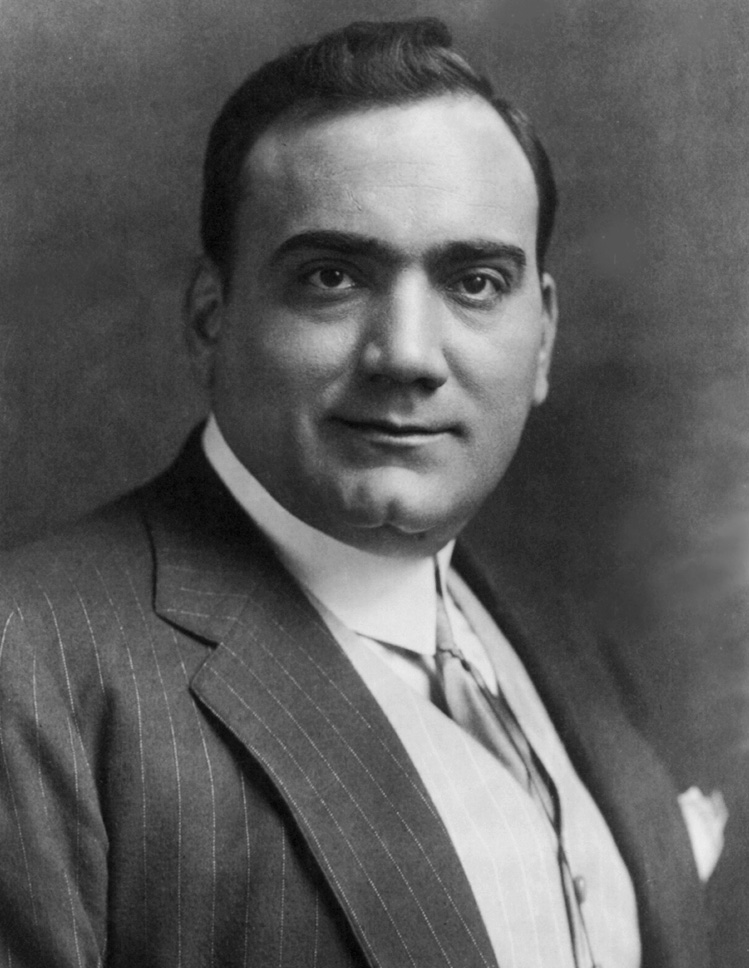
Enrico Caruso

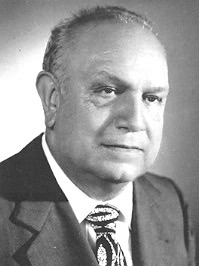
Francesco De Martino

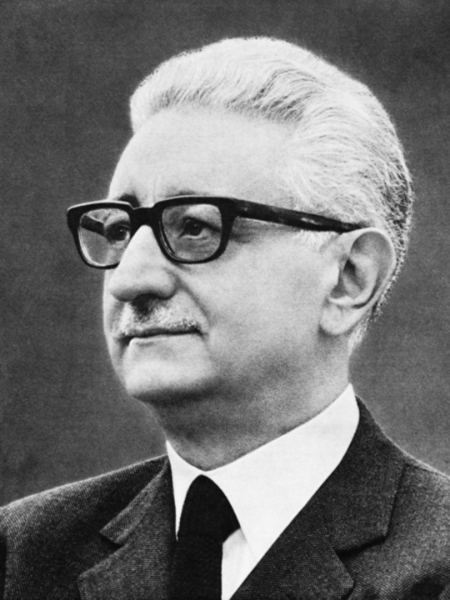
Giovanni Leone

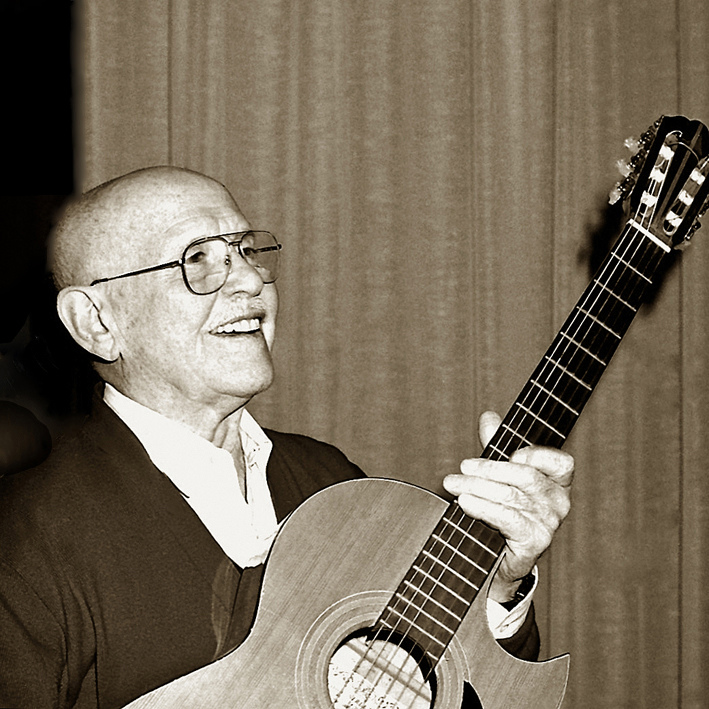
Roberto Murolo

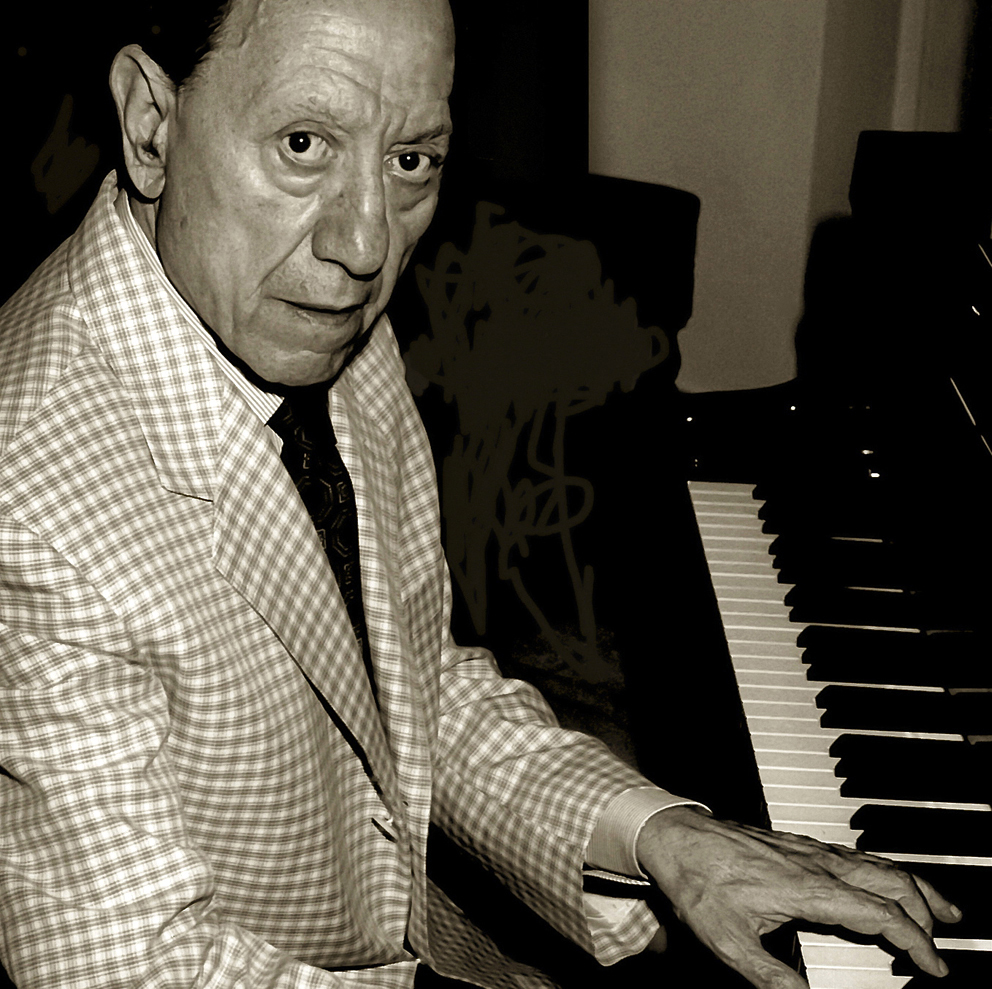
Renato Carosone

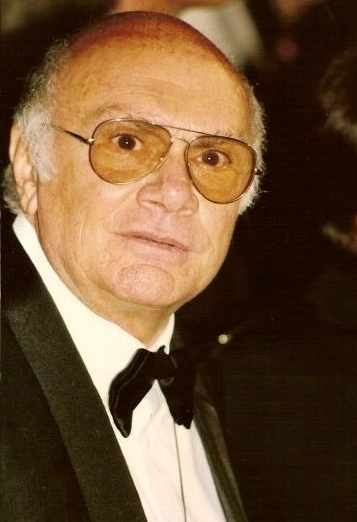
Francesco Rosi

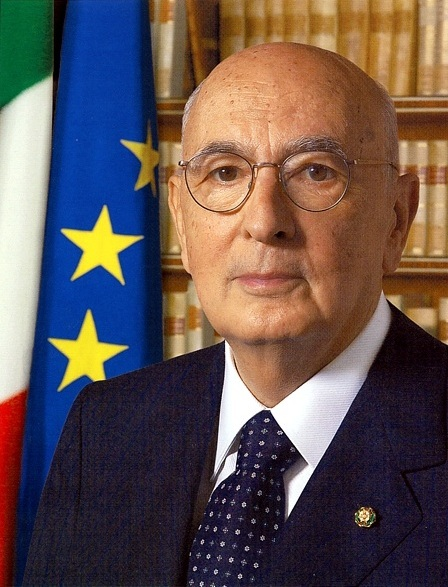
Giorgio Napolitano

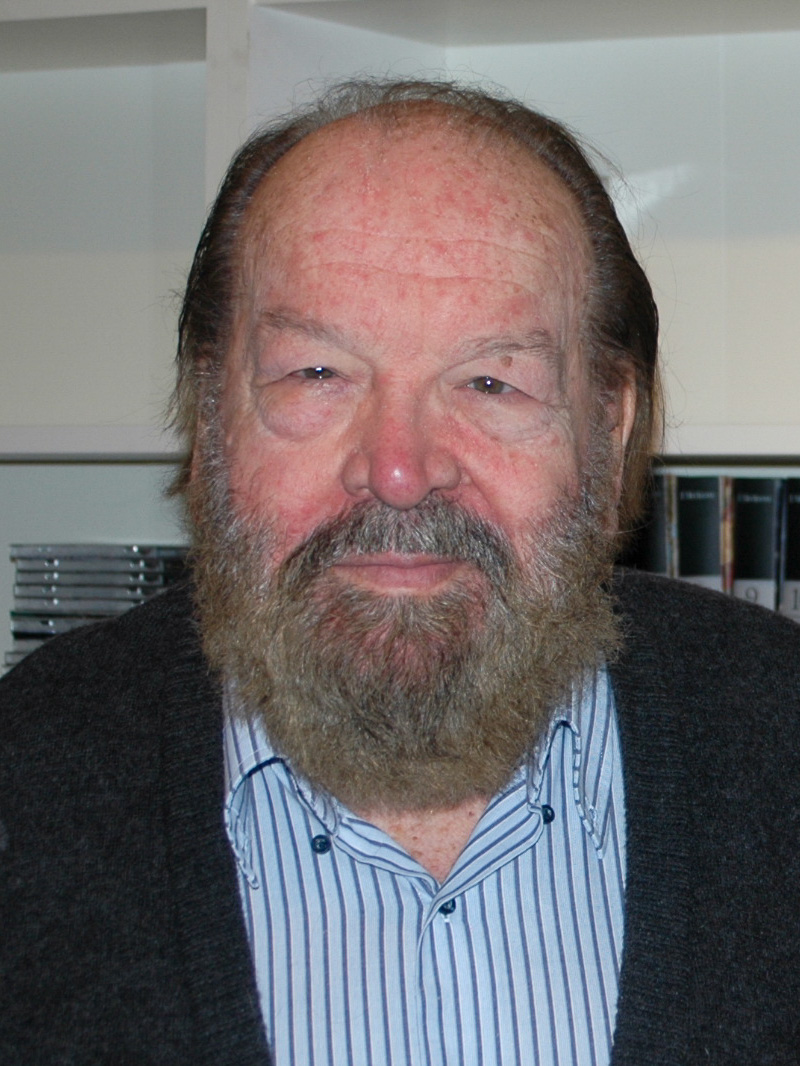
Bud Spencer

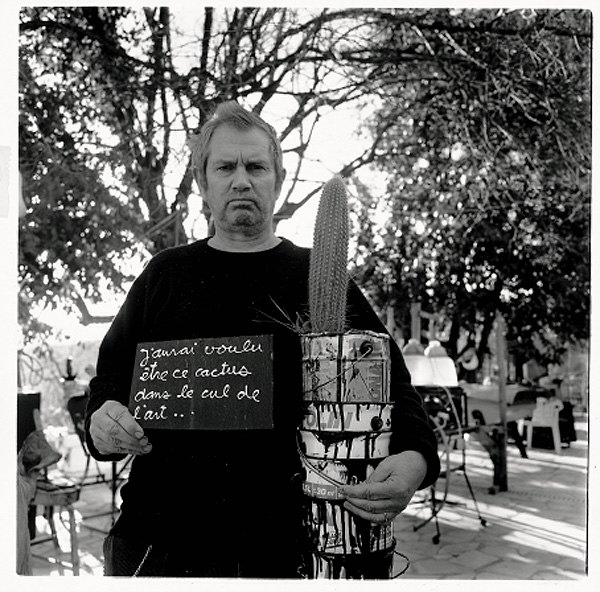
Ben Vautier

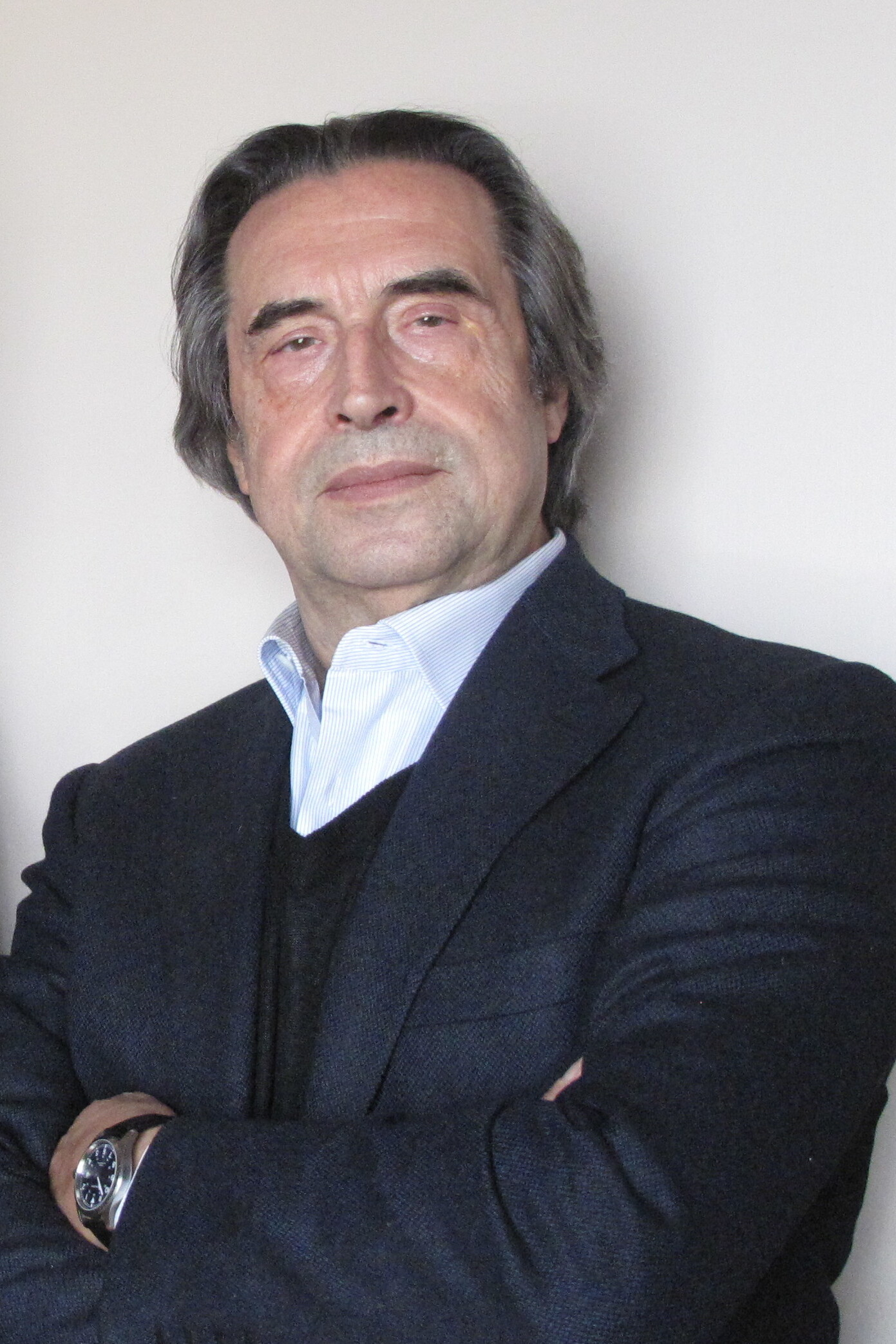
Riccardo Muti

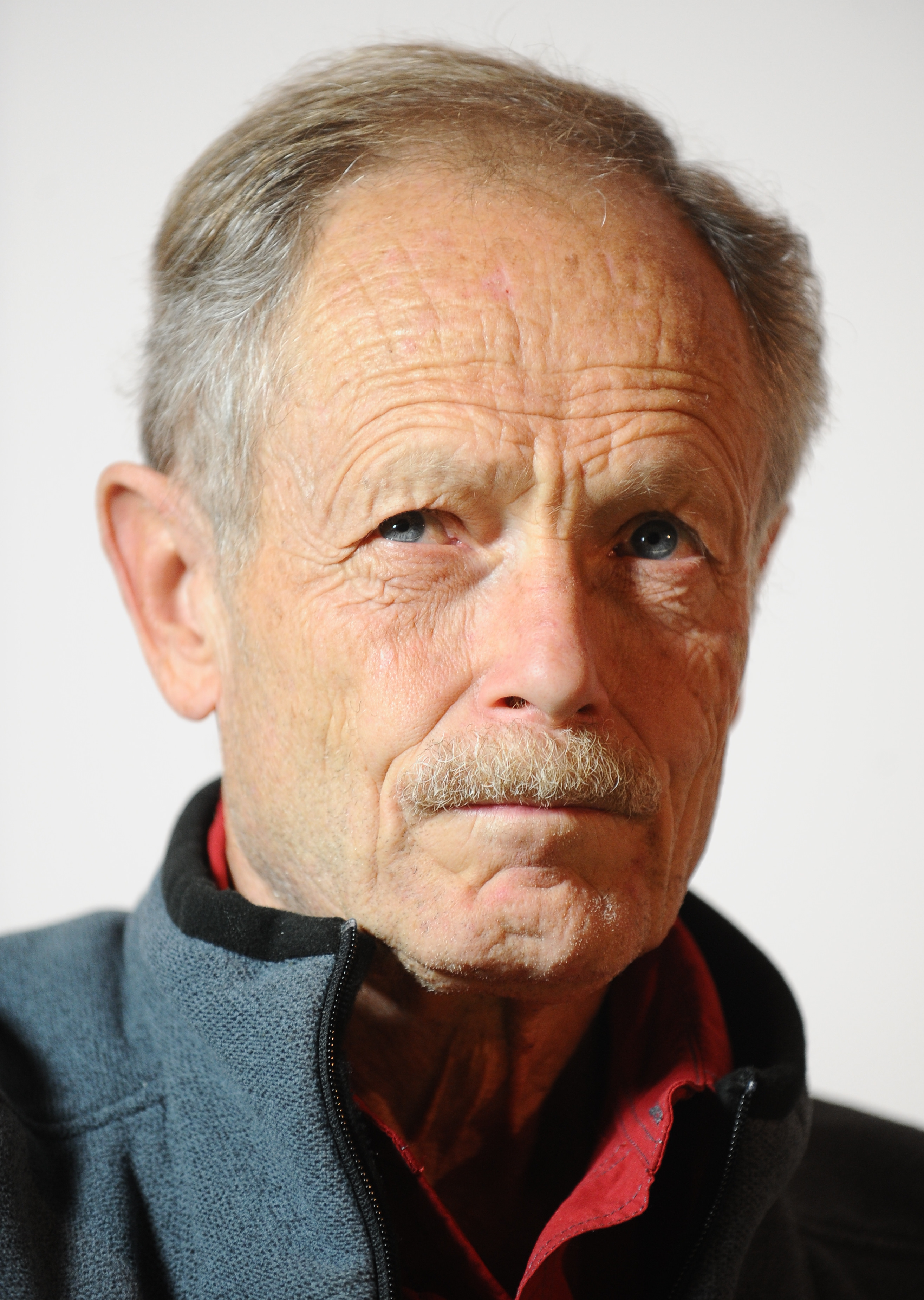
Erri De Luca

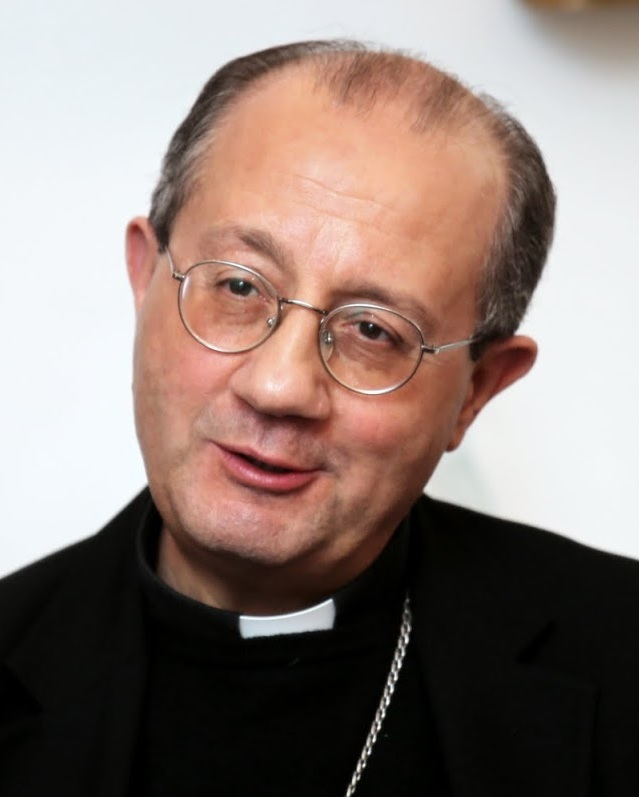
Bruno Forte

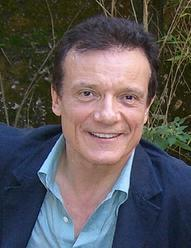
Massimo Ranieri

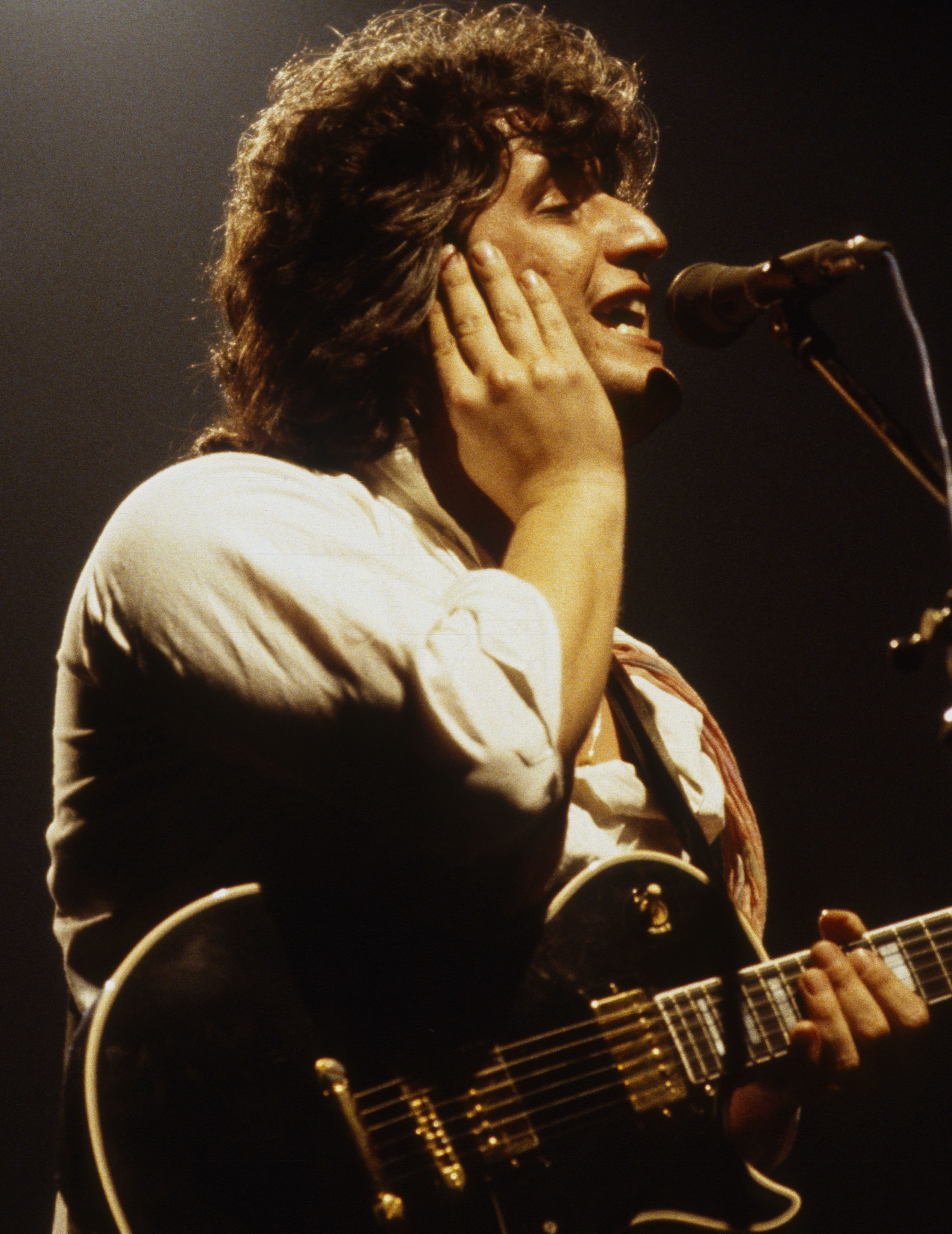
Pino Daniele

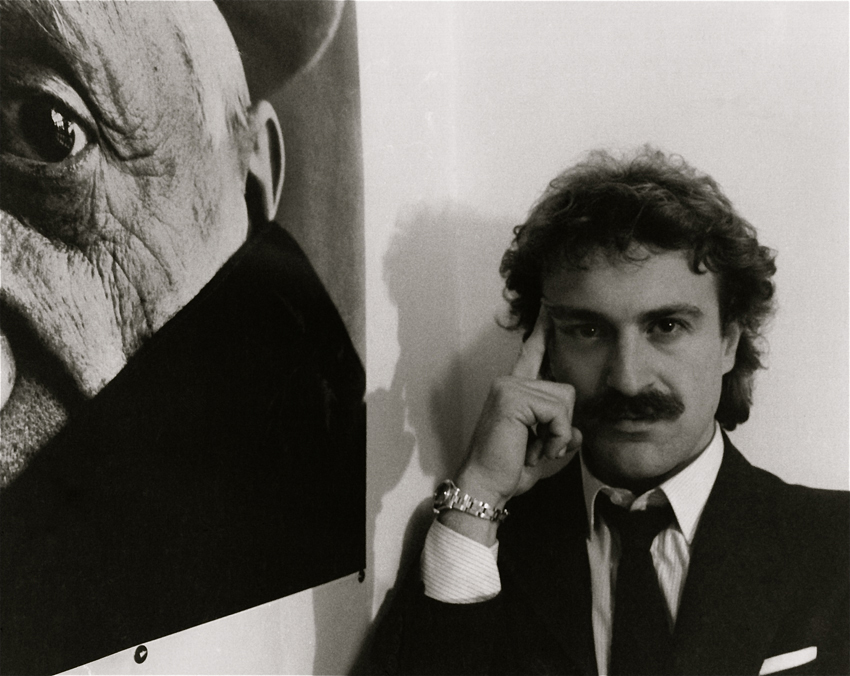
Augusto De Luca

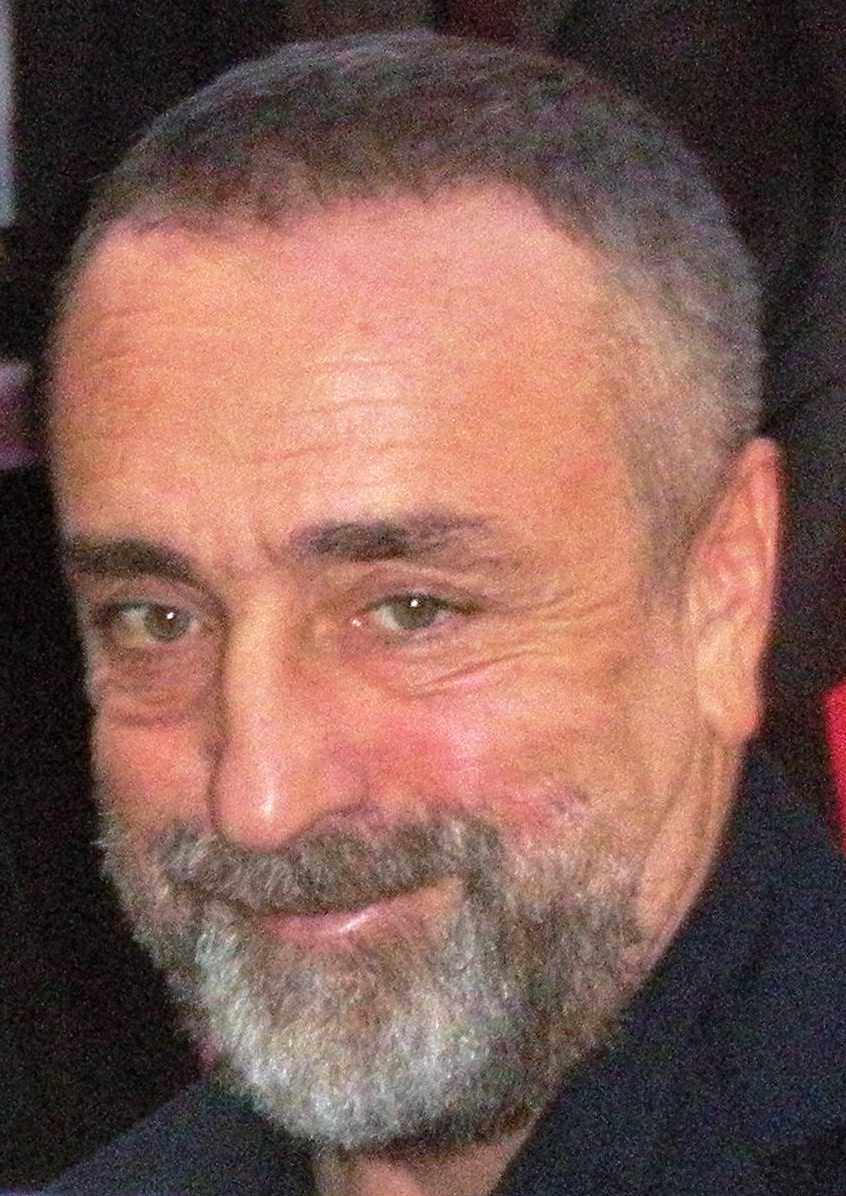
Silvio Orlando

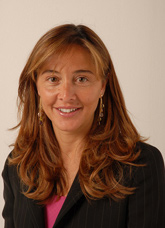
Erminia Mazzoni

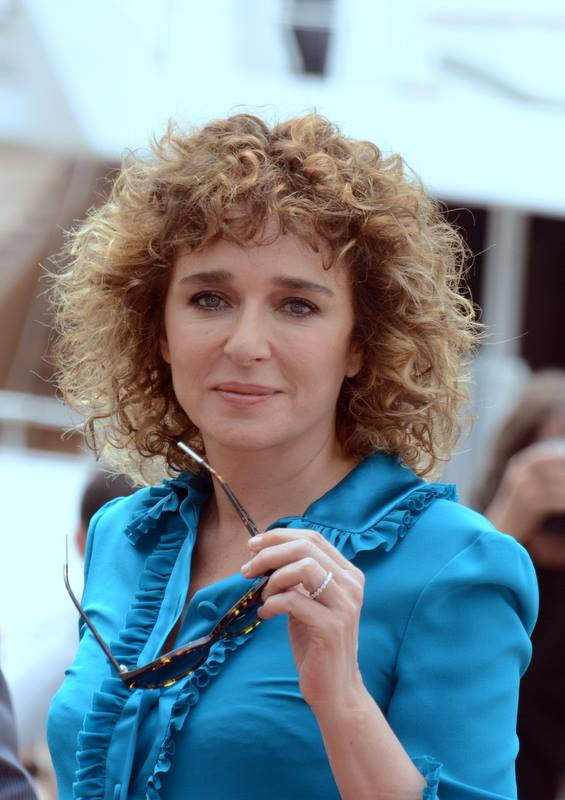
Valeria Golino

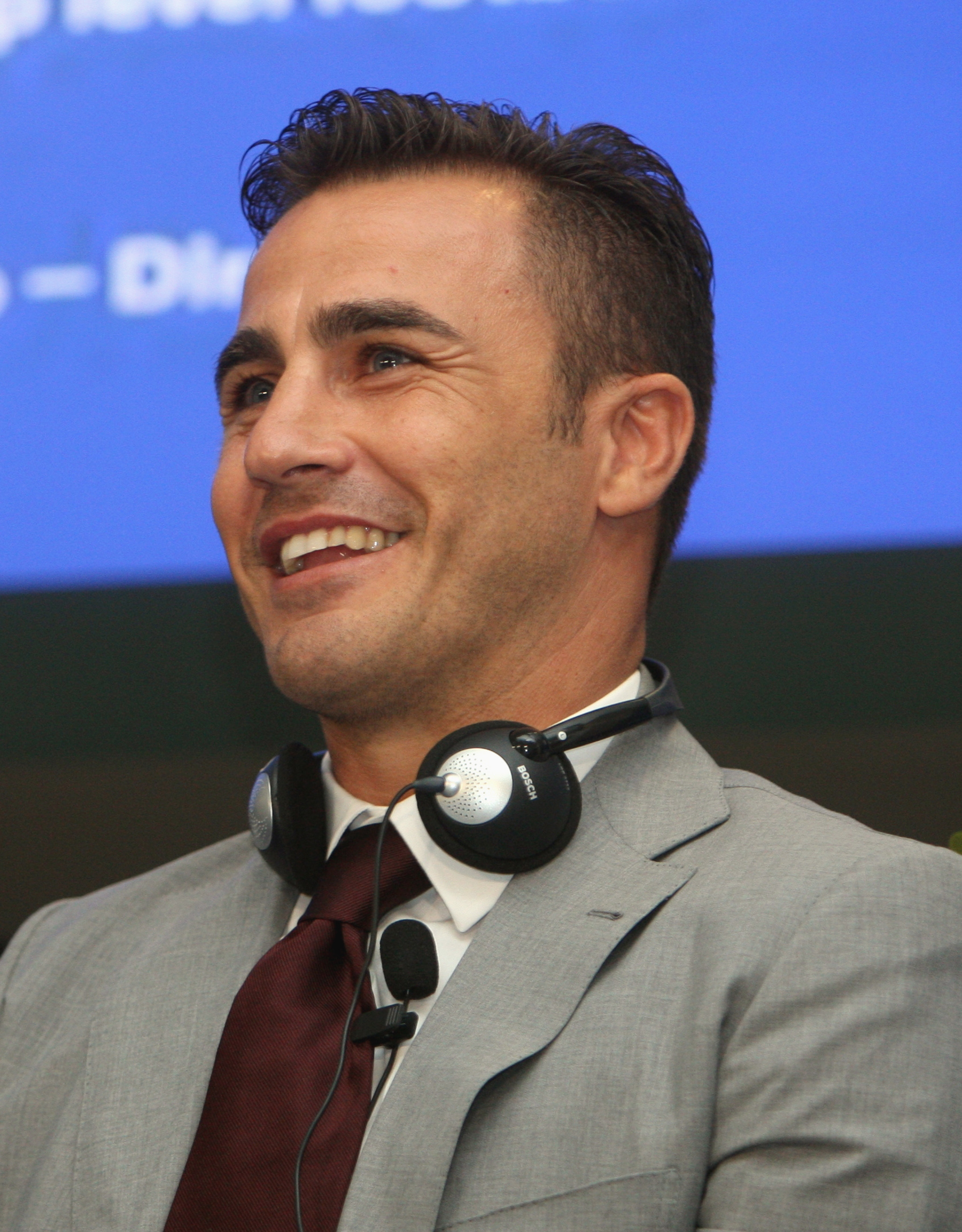
Fabio Cannavaro

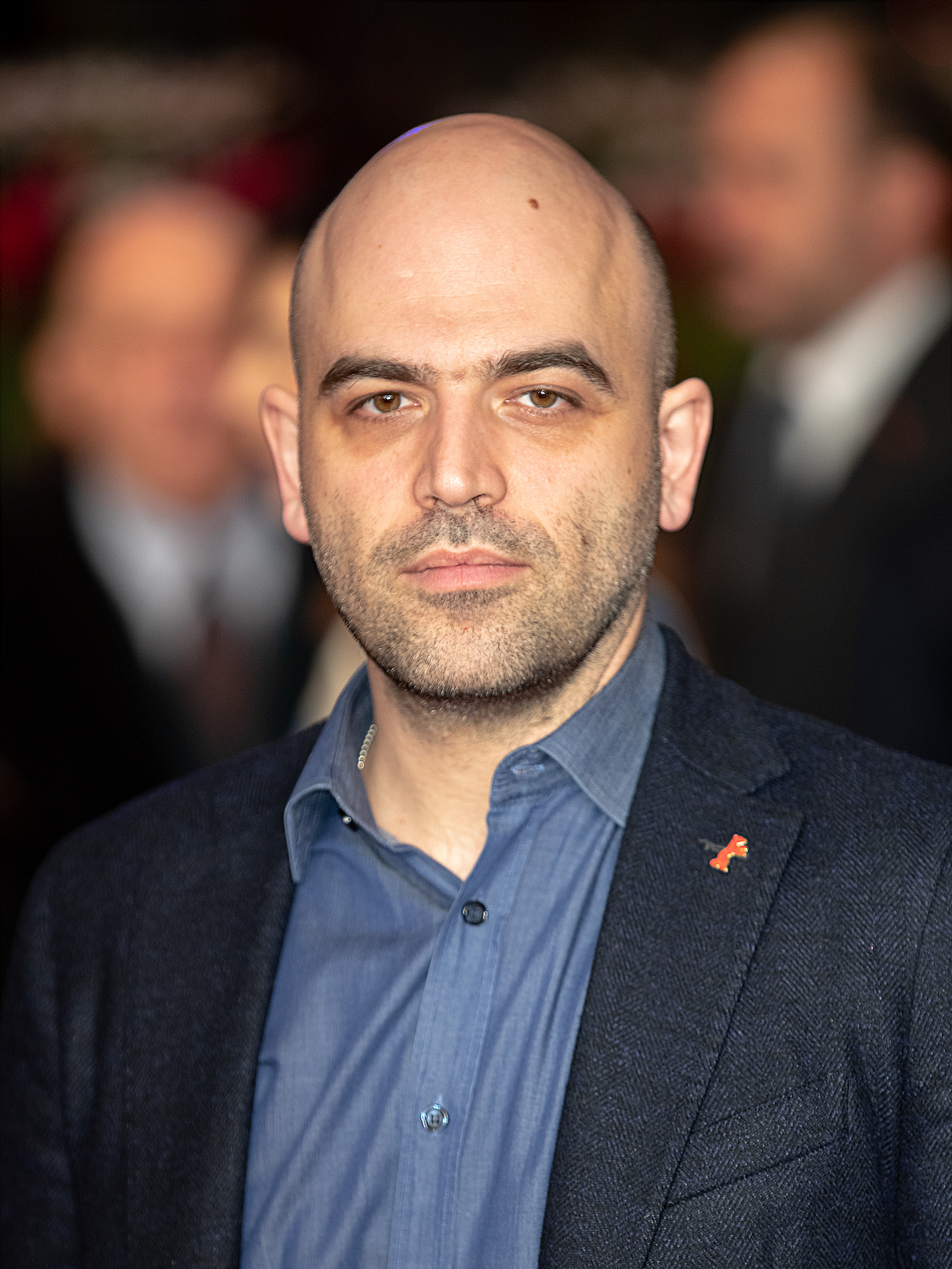
Roberto Saviano

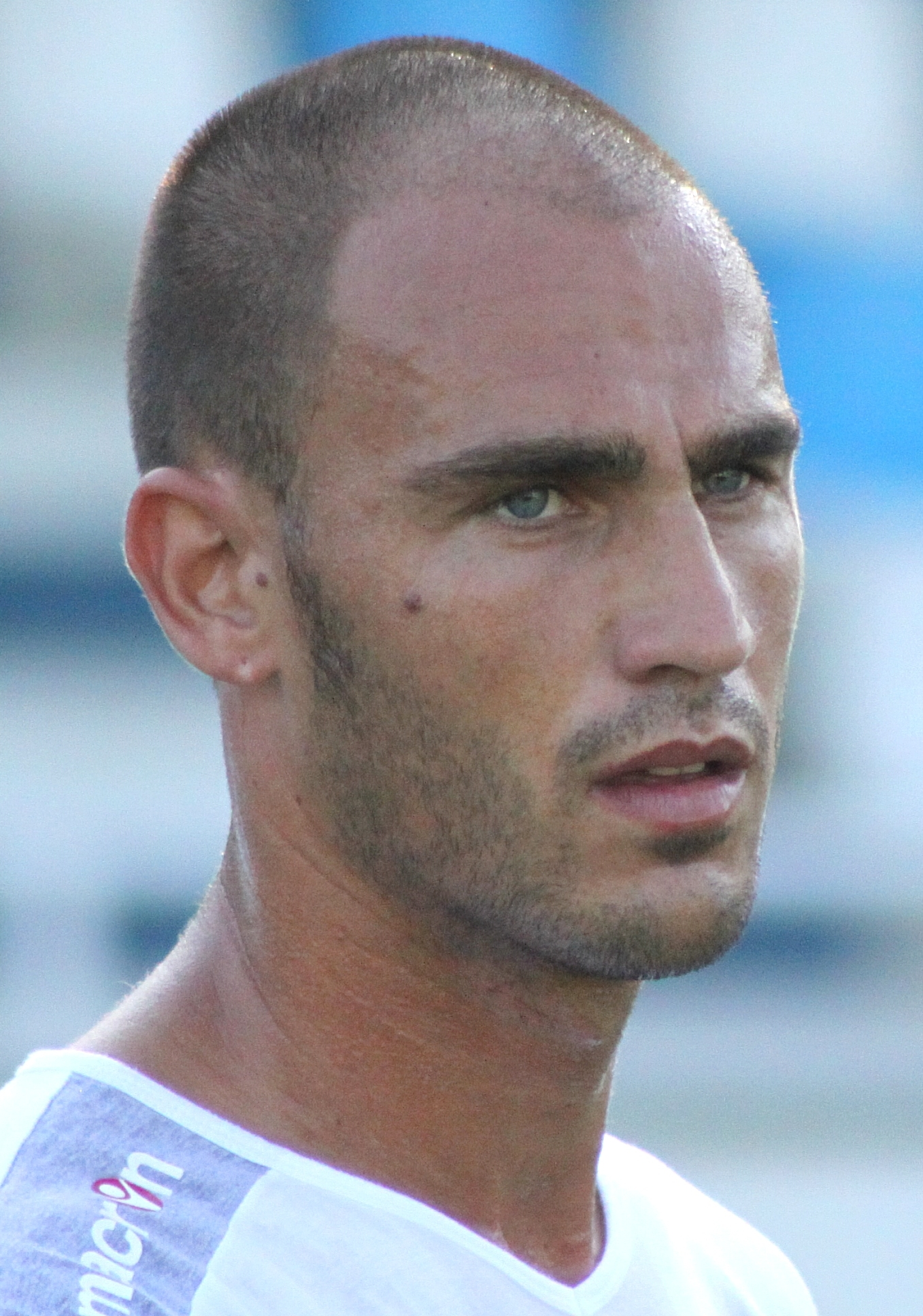
Paolo Cannavaro

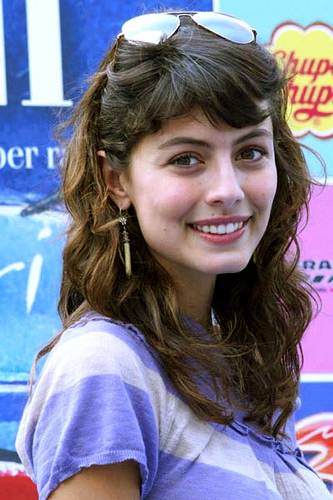
Alessandra Mastronardi

### Bis 1600
- Publius Papinius Statius (um 40 – um 96), römischer Dichter
- Agnellus von Neapel (530/535 – um 596), Abt
- Karl I. (1288–1342), König von Ungarn
- Karl (1298–1328), Herzog von Kalabrien
- Alfons IV. (1299–1336), König von Aragón und Sardinien
- Urban VI. (um 1318 – 1389), Papst
- Bonifatius IX. (1350–1404), Papst
- Corrado Caracciolo (um 1360 – 1411), Kardinal
- Johannes XXIII. (um 1370 – 1419), Offizier, Kardinal und Gegenpapst
- Johanna II. (1373–1435), Königin von Neapel
- Astorgio Agnesi (1389–1451), Kardinal der katholischen Kirche
- Lucrezia d’Alagno (um 1430 – 1479), Adlige
- Jacopo Sannazaro (1458–1530), Dichter
- Federico Sanseverino (um 1462 – 1516), Kardinal
- Ferdinand II. (1469–1496), König von Neapel
- Alfonsina Orsini (1472–1520), Ehefrau Pieros des Unglücklichen
- Luigi d’Aragona (1474–1519), Kardinal der katholischen Kirche
- Sancha von Aragon (um 1478 – 1506), uneheliche Tochter von König Alfons II. von Neapel
- Scipione Capece (um 1480 – 1551), Jurist und Humanist
- Fernando Francesco d’Avalos di Pescara (1489/90–1525), Feldherr Kaiser Karls V.
- Michel d’Amboise (um 1505 – ?), Höfling, Dichter und Essayist
- Deodato Guinaccia (1510–1585), Maler
- Pirro Ligorio (1514–1583), Maler, Antiquar, Architekt und Gartenarchitekt
- Galeazzo Caracciolo (1517–1586), Protestant
- Antonio Valente (um 1520 – um 1600), Organist, Cembalist und Komponist
- Camillo Porzio (1526–1580), Historiker
- Fabrizio Dentice (um 1530 – 1581), Lautenist und Komponist
- Antonio Carafa (1538–1591), Kardinal der katholischen Kirche
- Giulio Cesare Riccardi (1550–1602), Bischof von Bari und Nuntius von Savoyen
- Scipione Cerreto (um 1551 – um 1633), Komponist, Lautenist und Musiktheoretiker
- Scipione Dentice (1560–1633), Kirchenmusiker und Komponist
- Carlo Gesualdo (1566–1613), Fürst und Komponist
- Filippo Spinelli (1566–1616), apostolischer Nuntius
- Fabio Colonna (1567–1640), Botaniker
- Giambattista Marino (1569–1625), Dichter
- Tommaso Caracciolo (1572–1631), Truppenführer
- Giambattista Basile (1575–1632), Schriftsteller und Höfling
- Giovanni Battista Mascolo (1583–1656), Jesuit und Professor der Philosophie
- Fabio Della Lagonessa (1584/1585–1659), Erzbischof von Conza und Patriarch von Antiochien
- Gerolamo Sersale (1584–1654), Astronom und Jesuit
- Vincenzo Carafa (1585–1649), 7. General der Societas Jesu
- Gian Lorenzo Bernini (1598–1680), Bildhauer und Architekt

### 17. Jahrhundert
- Agostino Beltrano (1607–um 1665), Maler
- Aniello Falcone (1607–1656), Maler und Kupferstecher
- Giovanni Alfonso Borelli (1608–1679), Physiker und Astronom
- Domenico Gargiulo (1609/10–um 1675), Maler
- Leone Matina (um 1611–1678), Professor an der Universität Padua, Titular-Abt von Monte Cassino sowie Verfasser mehrerer historischer Werke
- Innozenz XII. (1615–1700), Papst
- Salvator Rosa (1615–1673), Maler
- Bernardo Cavallino (1616–1656), Maler
- Giacomo Lubrano (1619–1693), Jesuitenpater und Prediger
- Girolamo Casanate (1620–1700), Kardinal
- Tommaso Masaniello (1620–1647), Hauptanführer beim Aufstand in Neapel 1647
- Francesco Provenzale (1624–1704), Komponist
- Fortunato Ilario Carafa della Spina (1631–1697), Kardinal der katholischen Kirche
- Luca Giordano (1634–1705), Maler und Radierer
- Giuseppe Recco (1634–1695), Stilllebenmaler
- Giuseppe Valletta (1636–1714), Gelehrter, Jurist und Philosoph
- Giacomo Cantelmo (1645–1702), Kardinal der katholischen Kirche
- Nicolò Partenio Giannettasio (1648–1715), Universalgelehrter und neulateinischer Dichter
- Andrea Belvedere (1652–1732), Maler
- Martino Altomonte (1657–1745), Maler
- Antonio del Giudica (1657–1733), Militär und Diplomat
- Gaetano Greco (um 1657–1728), Musikpädagoge und Komponist
- Matteo Gennaro Sibilia (1657–1709), römisch-katholischer Bischof von Bistum San Marco Argentano
- Francesco Antonio Tullio (1660–1737), Librettist
- Antonio Galliani (1662–1715), Ordensgeistlicher und römisch-katholischer Bischof von Umbriatico Kalabrien
- Francesco Acquaviva (1665–1725), Kardinal der katholischen Kirche
- Michelangelo Faggioli (1666–1733), Jurist und Komponist
- Matteuccio, bekannt als „Nachtigall von Neapel“ (1667–1737), Sopran-Kastrat, Opernsänger
- Giambattista Vico (1668–1744), Geschichts- und Rechtsphilosoph
- Giuseppe Avitrano (um 1670 – 1756), Komponist und Violinist
- Francesco Mancini (1672–1737), Kapellmeister und Komponist
- Nicolo Grimaldi, gen. „Nicolino“ (1673–1732), Opernsänger, Alt-Kastrat
- Giovanni Antonio Piani (1678 – nach 1759), Violinist und Komponist
- Antonio Maria de Gennaro (1679–1744), italienisch-österreichischer Medailleur
- Domenico Lalli (1679–1741), Librettist
- Giampaolo De Dominici (1680–1758), Schauspieler, Sänger und Komponist
- Joseph Anton von Pignatelli (1682–1762), Fürst von Belmonte, Herzog von Bisacia, Marchese von San Vincenzo und k.k. General der Kavallerie
- Bernardo De Dominici (1683–1759), Maler und Kunsthistoriker
- Antonio Orefice (um 1685 – um 1727), Jurist und Komponist
- Domenico Scarlatti (1685–1757), Komponist und Cembalist
- Nicola Antonio Porpora (1686–1768), Komponist und Gesangslehrer
- Michele De Falco (um 1688 – ?), Opernkomponist
- Francesco Alborea (1691–1739), Cellist und Komponist
- Francesco Feo (1691–1761), Opernkomponist
- Giuseppe Spinelli (1694–1763), Kardinal und Präfekt
- Francesco de Mura (1696–1782), Maler
- Luigi Vanvitelli (1700–1773), Architekt
- Giovanni Battista Mele (um 1700–nach 1752), Komponist

### 18. Jahrhundert
- Faustina Pignatelli (1705–1769), Mathematikerin und Physikerin
- Pietro Domenico Paradisi (1707–1791), Komponist und Lehrer
- Nicola Conti (um 1710–1754), Komponist
- Salvatore Lanzetti (um 1710–um 1780), Cellist und Komponist
- Davide Perez (1711–1778), Komponist, wirkte vor allem in Lissabon
- Ignazio Fiorillo (1715–1787), Opernkomponist und Hofkapellmeister
- Gennaro Manna (1715–1779), Komponist
- Luis Eugenio Meléndez (1716–1780), spanischer Maler
- Nicola Conforto (1718–1793), Komponist
- Giuseppe Scarlatti (1718/23–1777), italienisch-österreichischer Komponist
- Francesco Carafa della Spina di Traetto (1722–1818), Kardinal
- Regina Mingotti (1722–1808), Sopranistin
- Gaspare Traversi (1722/23–1770), Künstler
- Domenico Fischietti (um 1725–1810), Komponist und Kapellmeister
- Pietro Bardellino (1728–1806), Maler
- Nicola Colonna di Stigliano (1730–1796), Kardinal
- Tommaso Giordani (um 1730–1806), Komponist
- Fedele Fischetti (1732–1792), Maler
- Gian Francesco de Majo (1732–1770), Komponist
- Michael Johann von Wallis (1732–1798), österreichischer Feldmarschall
- Giovanni Pichler (1734–1791), deutsch-italienischer Gemmenschneider
- Girolamo Besozzi (1745/50–1788), Oboist und Komponist
- Elia Interguglielmi (1746–1835), Maler
- Tiberius Cavallo (1749–1809), Physiker und Naturphilosoph
- Ferdinand I. (1751–1825), König von Neapel
- Giuseppe Giordani (1751–1798), Komponist
- Francesco Caracciolo (1752–1799), Admiral
- Niccolò Antonio Zingarelli (1752–1837), Komponist
- Pankraz Vorster (1753–1829), Fürstabt
- Luigi Caruso (1754–1823), Komponist und Kapellmeister
- Luigia Polzelli (~ 1760–1830), Opernsängerin, Mezzosopran
- Angelo Tarchi (um 1760–1814), Komponist
- Anton von Branconi (1762–1828), anhalt-dessauischer Hofbeamter, preußischer Politiker und Kanonikus
- Antonio Capece Minutolo (1768–1838), Politiker und Schriftsteller
- Federico Moretti (1769–1839), Offizier in der spanischen Armee und Gitarrist
- Salvatore Viganò (1769–1821), Choreograf, Komponist und Tänzer
- Ludwig Hummel (1770–1840), deutscher Maler
- Giuseppe Mosca (1772–1839), Opernkomponist
- Maria Theresia von Bourbon-Sizilien (1772–1807), Kaiserin
- Luisa Maria von Bourbon-Sizilien (1773–1802), Großherzogin der Toskana
- Pietro Colletta (1775–1831), Kriegsminister und Geschichtsschreiber
- Luigi Mosca (1775–1824), Komponist und Gesangslehrer
- Franz I. (1777–1830), König beider Sizilien
- Francesco Maria Avellino (1778–1850), Klassischer Archäologe
- Ferdinand Gasse (1780–um 1840), französischer Violinist und Komponist
- Michele Tenore (1780–1861), Botaniker
- Ferdinand Wedel-Jarlsberg (1781–1857), norwegischer Offizier
- Carlo Coccia (1782–1873), Opernkomponist und Kirchenmusiker
- Maria Amalia von Bourbon-Sizilien (1782–1866), Königin der Franzosen
- Tommaso Riario Sforza (1782–1857), Kardinal der katholischen Kirche
- Joseph François Paris, eigentlich Giuseppe Francesco Troncossi (1784–1871), Maler
- Filippo Giudice Caracciolo (1785–1844), Erzbischof von Neapel und Kardinal
- Michele Carafa (1787–1872), Opernkomponist
- Pietro Bianchi (1787–1849), Schweizer Architekt des Neoklassizismus
- Luigi Lablache (1794–1858), Opernsänger
- Bernardo Quaranta (1796–1867), Archäologe
- Carlo Blasis (1797–1878), Tänzer, Choreograf und Tanztheoretiker

### 19. Jahrhundert

#### 1801 bis 1850
- Salvadore Cammarano (1801–1852), Literat, Librettist und Regisseur
- Charles Januarius Acton (1803–1847), Kardinal
- Louis Clapisson (1808–1866), französischer Komponist
- Michele Costa (1808–1884), italienisch-britischer Komponist und Dirigent
- Eugène Flandin (1809–1889), französischer Maler
- Federico Ricci (1809–1877), Komponist
- Antonio Guerra (1810–1846), Ballettmeister und Choreograph
- Sisto Riario Sforza (1810–1877), Kardinal und Bischof
- Alejandro Ciccarelli (1811–1879), italienisch-chilenischer Maler
- Michele Ruggiero (1811–1900), Architekt, Bauforscher und Klassischer Archäologe
- Girolamo d’Andrea (1812–1868), Kardinal
- Raffaele Garrucci (1812–1885), Jesuit, Numismatiker und Archäologe
- Luigi Settembrini (1813–1877), Schriftsteller und Politiker
- Placido Abela (1814–1876), Organist und Komponist
- Theodor Döhler (1814–1856), deutscher Komponist und Pianist
- Fanny Cerrito (1817–1909), Balletttänzerin und Choreografin
- Carlo Pisacane (1818–1857), Politiker, Guerillakämpfer und Schriftsteller
- Charles Piazzi Smyth (1819–1900), Astronom und Esoteriker
- Frances Parthenope Verney (1819–1890), britische Schriftstellerin und Journalistin
- Romaricus Flugi von Aspermont (1821–1904), Abtordinarius von Monaco und Generalabt der Sublazenser Kongregation
- Guglielmo Guiscardi (1821–1885), Mineraloge und Geologe
- Laura Beatrice Mancini (1821–1869), Dichterin
- Alphonse Beck (1822–1902), Schweizer Mediziner und Politiker
- Teresa Maria Cristina von Bourbon-Sizilien (1822–1889), Prinzessin von Bourbon und beider Sizilien
- Giuseppe Fiorelli (1823–1896), Archäologe und Numismatiker
- Adolph Carl von Rothschild (1823–1900), deutsch-jüdischer Bankier und Mäzen
- Pasquale Brignoli (1824–1884), Operntenor
- Giuseppe Battaglini (1826–1894), Mathematiker
- Ruggero Bonghi (1826–1895), Altphilologe, Hochschullehrer, Politiker, Schriftsteller und Journalist
- Domenico Morelli (1826–1901), Maler
- Giuseppe Fanelli (1827–1877), revolutionärer Anarchist
- Teodoro Cottrau (1827–1879), Autor und Komponist
- Ferdinando Bonamici (1827–1905), Komponist und Musikpädagoge
- Pasquale Villari (1827–1917), Historiker und Universitätsprofessor
- Giulio Cottrau (1831–1916), Komponist
- Ferdinando Acton (1832–1891), Admiral und Marineminister
- Wilhelm Malte II. (1833–1907), deutscher Fürst
- John Emerich Edward Dalberg-Acton, 1. Baron Acton (1834–1902), englischer Historiker, Katholik und Journalist
- Giuseppe Maria Granniello (1834–1896), Kardinal der römisch-katholischen Kirche
- Bernardo Celentano (1835–1863), Maler
- Giuseppe Abbati (1836–1868), Maler
- Franz II. (1836–1894), König beider Sizilien
- Emilio Villari (1836–1904), Experimentalphysiker und Professor
- Ludwig von Bourbon-Sizilien (1838–1886), Graf von Trani und Prinz von Bourbon und beider Sizilien
- Federico Philippi (1838–1910), deutsch-chilenischer Botaniker und Hochschullehrer
- Ettore De Ruggiero (1839–1926), Althistoriker, Epigraphiker und Klassischer Philologe
- Caterina Volpicelli (1839–1894), Ordensschwester
- Pasquale de Siena (1840–1920), römisch-katholischer Geistlicher, Weihbischof in Neapel
- Gennaro Bucceroni (1841–1918), Jesuit, Professor für Moraltheologie
- Achille Torelli (1841–1922), Schriftsteller, Dramatiker und Theaterleiter
- Nicola D’Arienzo (1842–1915), Komponist
- Carlile Henry Hayes Macartney (1842–1924), britischer Maler, Orientalist, Jurist und Übersetzer
- Grazia Pierantoni-Mancini (1842/43–1915), Schriftstellerin und Dichterin
- Cesare Rossi (1842–1909), Komponist
- Giuliano Tommasuolo (1842–1918), römisch-katholischer Geistlicher und Weihbischof in Neapel
- Carlo Caputo (1843–1908), Priester und Diözesanbischof
- Edoardo Dalbono (1843–1915), Maler
- Maria Immaculata von Bourbon-Sizilien (1844–1899), Prinzessin von Bourbon und beider Sizilien
- Achille D’Orsi (1845–1929), Bildhauer
- Gennaro Portanova (1845–1908), Bischof
- Peppino Turco (1846–1903), Journalist, Lyriker und Textdichter
- Walter Holbrook Gaskell (1847–1914), britischer Physiologe
- Camillo Siciliano di Rende (1847–1897), Kardinal
- Maria Beccadelli di Bologna (1848–1929), Berliner Salonière
- Enrico Golisciani (1848–1919), Librettist
- Filippo Smaldone (1848–1923), katholischer Priester
- Ernesto Angiulli (1849–1918), römisch-katholischer Geistlicher, Weihbischof in Neapel
- Gennaro Costagliola (1850–1919), römisch-katholischer Erzbischof
- Michele Zezza di Zapponeta (1850–1927), Geistlicher

#### 1851 bis 1860
- Maria Antonia von Bourbon-Sizilien (1851–1938), Prinzessin von Bourbon und beider Sizilien
- Gennaro Granito Pignatelli di Belmonte (1851–1948), Diplomat
- Gennaro Cosenza (1852–1930), Geistlicher
- Vincenzo Gemito (1852–1929), Bildhauer
- Cesare Bernardo Bellini (1853–1940), Komponist und Gesangslehrer
- Giuseppe Cigliano (1854–1906), Weihbischof in Neapel
- Antonio Sogliano (1854–1942), Klassischer Archäologe
- Maria Luisa von Bourbon-Sizilien (1855–1874), Prinzessin von Bourbon und beider Sizilien
- Salvatore Meo (1855–1936), römisch-katholischer Geistlicher, Weihbischof in Neapel
- Vincenzo Caprile (1856–1936), Maler
- Francesco Saverio Merlino (1856–1930), Jurist, anarchistischer Aktivist und Theoretiker
- Gennaro Trama (1856–1927), Bischof von Lecce
- Ruggero Leoncavallo (1857–1919), Komponist und Librettist
- Leopoldo Mugnone (1858–1941), Komponist und Dirigent
- Cesare Gravina (1858–1954), italienisch-US-amerikanischer Theater- und Filmschauspieler
- Giuseppe d’Alessio (1859–1945), römisch-katholischer Geistlicher, Weihbischof in Neapel
- Giovanni Barbieri (1859–1943), Pianist, Komponist und Musikpädagoge
- Giovanni Capurro (1859–1920), Schriftsteller
- Ernesto Cesàro (1859–1906), Mathematiker
- Friedrich Hermann (1859–1920), deutscher Mediziner und Entomologe
- Salvatore Di Giacomo (1860–1934), Dichter, Dramatiker und Essayist
- Fernando de Lucia (1860–1925), Operntenor

#### 1861 bis 1870
- Armando Diaz (1861–1928), Generalstabschef des italienischen Heeres
- Giuseppe Aversa (1862–1917), Priester, römisch-katholischer Erzbischof und Diplomat
- Luigi Berzolari (1863–1949), Mathematiker
- Richard Robert Rive (1864–1947), Politiker
- Eduardo Di Capua (1865–1917), Komponist
- Ernesto Pascal (1865–1940), Mathematiker
- Antonio Scotti (1866–1936), Sänger
- Diego Petriccione (1867–1942), Journalist, Kunstkritiker und Dramatiker
- Vittorio Monti (1868–1922), Violinvirtuose und Komponist
- Viktor Emanuel III. (1869–1947), König von Italien
- Alfonso Ferrandina (1869–1955), römisch-katholischer Geistlicher, Weihbischof in Neapel
- Carlo Lombardo (1869–1959), Operettenkomponist und -librettist
- Eduardo Luigi De Stefani (1869–1921), Klassischer Philologe und Hochschullehrer

#### 1871 bis 1880
- Federico Baistrocchi (1871–1947), Armeegeneral
- Lorenzo Schioppa (1871–1935), Erzbischof und Diplomat
- Pasquale Jannaccone (1872–1959), Ökonom
- Enrico Caruso (1873–1921), Opernsänger
- Rudolph de Landas Berghes (1873–1920), österreichischer Adliger
- Paul Fraenckel (1874–1941), deutscher Rechtsmediziner
- Teresa Labriola (1874–1941), Juristin und Frauenrechtlerin
- Franco Alfano (1875–1954), Komponist
- Anton von Codelli (1875–1954), Erfinder
- Ernesto De Curtis (1875–1937), Komponist
- Giulio Rodinò (1875–1946), Jurist und Politiker
- Alberto Martin-Franklin (1876–1943), Diplomat und Politiker
- Giuseppe De Nicola (1876–1958), römisch-katholischer Geistlicher und Weihbischof in Neapel
- Alessandra di Rudini (1876–1931), Karmelitin und Priorin
- Emma Carelli (1877–1928), Opernsängerin
- Gaetano Arturo Crocco (1877–1968), Flug- und Raketenpionier
- Enrico De Nicola (1877–1959), Jurist, Journalist und Politiker
- Pasquale Amato (1878–1942), Sänger
- Wolf Dohrn (1878–1914), deutscher Kultur- und Bildungsförderer
- Giulio Alfieri (1879–?), Schauspieler, Karikaturist und Liedersänger
- Charles Montier (1879–1952), französischer Rennfahrer und Fahrzeugkonstrukteur
- Mara Corradini (1880–1964), schweizerisch-italienische Malerin
- Reinhard Dohrn (1880–1962), deutscher Zoologe
- Mario Caracciolo di Feroleto (1880–1954), Offizier des Heeres im Königreich Italien

#### 1881 bis 1890
- Fortunino Matania (1881–1963), Künstler
- Gennaro Napoli (1881–1943), Komponist
- Giovanni Amendola (1882–1926), Journalist und Politiker
- Armando Annuale (1884–1962), Schauspieler
- Fulco Ruffo di Calabria (1884–1946), Jagdflieger des Ersten Weltkriegs
- Georges-Marie Haardt (1884–1932), belgisch-französischer Geschäftsmann
- Kurt von Boeckmann (1885–1950), deutscher Rundfunkpionier
- Riccardo Cassano (1885–1953), Filmregisseur
- Harald Dohrn (1885–1945), Sympathisant der Weißen Rose und NS-Regimekritiker
- Luigi Amoroso (1886–1965), Mathematiker und Wirtschaftswissenschaftler
- Antonio Scatasso (1886–1956), argentinischer Bandoneonist, Bandleader und Tangokomponist
- Francesco Cangiullo (1888–1977), Dichter und Maler
- Franco Pesce (1890–1975), Schauspieler und Filmschaffender
- Francesco De Pinedo (1890–1933), Flugpionier und Pilot

#### 1891 bis 1900
- Tullio Bozza (1891–1922), Fechter
- Hélène Champvent (1891–1974), Schweizer Schriftstellerin
- Italo Zingarelli (1891–1979), Journalist und Schriftsteller
- Armando Fizzarotti (1892–1966), Fotograf, Filmregisseur und Drehbuchautor
- Karl Miescher (1892–1974), Schweizer Chemiker
- Wladimiro De Liguoro (1893–1968), Schauspieler und Filmregisseur
- Salvatore Balsamo (1894–1922), Maler
- Giuseppina Catanea (1894–1948), selige Karmelitin und Mystikerin
- Armando Ottaviano Quintavalle (1894–1967), Kunsthistoriker
- Paolo Savino (1894–1980), Weihbischof in Neapel
- Eugenio De Liguoro (1895–1952), Schauspieler und Filmregisseur
- Mario Astarita (1896–1979), Bankier und Kunstsammler
- Cesare Andrea Bixio (1896–1978), Komponist
- Louis Capone (1896–1944), US-amerikanischer Mobster
- Giuseppe Porelli (1897–1982), Schauspieler
- Paul Ricca (1897–1972), italo-amerikanischer Mobster
- Francesco Tricomi (1897–1978), Mathematiker
- Carlo Curcio (1898–1971), Historiker und Politikwissenschaftler
- Totò (1898–1967), Schauspieler, Drehbuchautor und Liedtexter
- Giuseppe Amato (1899–1964), Filmproduzent und -regisseur
- Pasqualino Cangiullo (1900–1975), Dichter
- Eduardo De Filippo (1900–1984), Schauspieler und Theaterautor
- Rico Lebrun (1900–1964), italienisch-US-amerikanischer Maler und Bildhauer
- Edoardo Persico (1900–1936), Kunstkritiker, Lehrer und Essayist

### 20. Jahrhundert

#### 1901 bis 1910
- Pasquale Frustaci (1901–1971), Komponist von Liedern, Revue- und Filmmusik
- Enrico Glori (1901–1966), Schauspieler
- Vittorio Longo (1901–1974), Weihbischof in Neapel
- Filippo Caracciolo di Castagneto (1903–1965), Adeliger, Politiker, Antifaschist, Funktionär und Autor
- Peppino De Filippo (1903–1980), Schauspieler
- Ebe Stignani (1903–1974), Opernsängerin
- Leonardo Borgese (1904–1986), Maler
- Renato Caccioppoli (1904–1959), Mathematiker
- Andrea Giovene (1904–1995), Schriftsteller
- Riccardo Hellmuth Seidl (1904–1941), Pilot
- Louis Francis Solano (1904–1992), US-amerikanischer Romanist
- Frank Tieri (1904–1981), Mitglied der US-amerikanischen La Cosa Nostra
- Corrado Annicelli (1905–1984), Schauspieler
- Friedrich Benfer (1905–1996), deutscher Schauspieler
- Maria Caniglia (1905–1979), Sopranistin
- Stefania Filo Speziale (1905–1988), Architektin
- Gennaro Auricchio (1906–1969), Industrieller, Motorrad- und Automobilrennfahrer
- Franco Lombardi (1906–1989), Philosoph
- Rina Franchetti (1907–2010), Schauspielerin
- Francesco De Martino (1907–2002), Jurist und Politiker
- Mario Serandrei (1907–1966), Filmeditor
- Nino Taranto (1907–1986), Schauspieler, Komiker und Sänger
- Homer M. Byington jr. (1908–1987), Diplomat
- Enzo Di Gianni (1908–1975), Dichter, Liedautor, Drehbuchautor und Filmregisseur
- Giovanni Leone (1908–2001), Politiker
- Riccardo Lombardi (1908–1979), Prediger der Volksmission
- Guido Colonna di Paliano (1908–1982), Politiker und EG-Kommissar
- Carlo Bernari (1909–1992), Schriftsteller und Journalist
- Dante Maggio (1909–1992), Schauspieler
- Renata Vanni (1909–2004), US-amerikanische Filmschauspielerin
- Pupella Maggio (1910–1999), Film- und Theaterschauspielerin
- Nicola Salerno (1910–1969), Liedtexter und Zeichner

#### 1911 bis 1920
- Roberto Amoroso (1911–1994), Filmschaffender
- Ambrogio Marchioni (1911–1989), Erzbischof und Diplomat
- Jacopo Napoli (1911–1994), Komponist
- Ettore Giannini (1912–1990), Theaterregisseur und Filmschaffender
- Carlo Miranda (1912–1982), Mathematiker
- Roberto Murolo (1912–2003), Sänger, Gitarrist und Cantautore
- Nino Vingelli (1912–2003), Schauspieler
- Giuseppe Petrilli (1913–1999), Professor und EWG-Kommissar
- Hans Ruesch (1913–2007), Schweizer Rennfahrer, Publizist und Schriftsteller
- Pinuccio Ardia (1914–1994), Schauspieler
- Emilio Pucci (1914–1992), Modedesigner
- Arthur Romano (1914–1964), italienisch-kanadischer Saxophonist, Klarinettist, Oboist, Englischhornist und Musikpädagoge
- Alfonso De Franciscis (1915–1989), Klassischer Archäologe
- Mario Napoli (1915–1976), Klassischer Archäologe
- Pasquale Buonocore (1916–2003), Wasserballspieler
- Ettore Maria Fizzarotti (1916–1985), Filmregisseur
- Francisco Pignatari (1916–1977), brasilianischer Unternehmer und Playboy
- Ugo Fasano (1917–2002), Dokumentarfilmer
- John Franzese (1917–2020), italoamerikanischer Mafioso
- Raoul Manselli (1917–1984), Historiker
- Renato Barisani (1918–2011), Bildhauer und Maler
- Maria Curcio (1918–2009), Klavierlehrerin
- Ernesto De Rosa (1918–1980), Autor und Filmregisseur
- Silvana Lattmann (1918–2023), Schweizer Schriftstellerin
- Gennaro De Dominicis (1919–1962), Filmregisseur und Drehbuchautor
- Salvo D’Acquisto (1920–1943), Unteroffizier der italienischen Carabinieri
- Renato Carosone (1920–2001), Sänger und Entertainer
- Maddalena Cerasuolo (1920–1999), Patriotin und antifaschistische Partisanin
- Henri Crolla (1920–1960), französischer Jazz-Gitarrist und Filmmusik-Komponist
- Vincent Gardenia (1920–1992), US-amerikanischer Theater-, Film- und Fernsehschauspieler
- Goffredo Lombardo (1920–2005), Filmproduzent
- Franco Montemurro (1920–1992), Regieassistent und Filmregisseur

#### 1921 bis 1930
- Gildo Arena (1921–2005), Wasserballspieler
- Vittorio Caprioli (1921–1989), Schauspieler und Filmregisseur
- Giuseppe Patroni Griffi (1921–2005), Regisseur und Schriftsteller
- Carlo Taranto (1921–1986), Schauspieler
- Roberto Tucci (1921–2015), Kardinal der römisch-katholischen Kirche
- Ennio Balbo (1922–1989), Schauspieler
- Carlo Montella (1922–2010), Schriftsteller
- Pietro Piovani (1922–1980), Philosoph
- Francesco Rosi (1922–2015), Filmregisseur und Drehbuchautor
- Guido Stampacchia (1922–1978), Mathematiker
- Renato Terra (1922–2010), Schauspieler
- Dino Verde (1922–2004), Drehbuchautor und Liedtexter
- Aldo Bufi Landi (1923–2016), Schauspieler
- Verena Huber-Dyson (1923–2016), Schweizer Mathematikerin, Hochschullehrerin
- Sante Chimirri (* 1924), Filmschaffender
- Aldo Giuffrè (1924–2010), Schauspieler, Komiker und Synchronsprecher
- Nikolaus Schad (1924–2007), Mediziner
- Carla Del Poggio (1925–2010), Schauspielerin
- Giacomo Furia (1925–2015), Schauspieler und Drehbuchautor
- Alberto Grimaldi (1925–2021), Filmproduzent
- George Murcell (1925–1998), Schauspieler
- Giorgio Napolitano (1925–2023), Politiker und Staatspräsident
- Franco Ressel (1925–1985), Schauspieler
- Franco Cirino (1926–1979), Filmregisseur
- Luigi Di Gianni (1926–2019), Dokumentarfilmer
- Maria Teresa de Filippis (1926–2016), Automobilrennfahrerin
- Ernesto Guida (1926–2013), Drehbuchautor und Filmregisseur
- Vincenzo Polito (* 1926), Wasserballspieler
- Mario Abbate (1927–1981), Sänger und Schauspieler
- Alfredo Mario Espósito Castro (1927–2010), Bischof von Zárate-Campana
- Carlo Croccolo (1927–2019), Schauspieler und Filmregisseur
- Sergio Fiorentino (1927–1998), Pianist
- Gerardo Marotta (1927–2017), Rechtsanwalt und Mäzen der Philosophie
- Fausto Sarli (1927–2010), Modedesigner
- Giovanni Attanasio (1928–1988), Schauspieler
- Enzo Cannavale (1928–2011), Schauspieler
- Luciano De Crescenzo (1928–2019), Schriftsteller und Ingenieur
- Nunzio Gallo (1928–2008), Sänger und Schauspieler
- Roberto Niederer (1928–1988), Unternehmer, Glasbläser und Künstler
- Willy Rizzo (1928–2013), Fotograf und Designer
- Antonio Braga (1929–2009), Komponist und Musikpädagoge
- Eduardo Davino (1929–2011), Geistlicher und römisch-katholischer Bischof
- Michele Massa (1929–2007), Jurist, Filmregisseur und Drehbuchautor
- Bud Spencer (1929–2016), Schauspieler, Stuntman, Schwimmer, Sänger, Komponist, Fabrikant, Drehbuchautor, Modedesigner, Musikproduzent und Erfinder
- Renato Ruggiero (1930–2013), Diplomat und Politiker
- Mario Sicca (1930–2023), Gitarrist und Hochschullehrer

#### 1931 bis 1940
- Lucio Amelio (1931–1994), Kunsthändler und Galerist
- Larissa Bonfante (1931–2019), Archäologin
- Antonio Casagrande (1931–2022), Schauspieler und Sänger
- Salvatore Di Pasquale (1931–2004), Bauingenieur
- Andrea Gemma (1931–2019), katholischer Geistlicher, Bischof von Isernia-Venafro
- Andrea Scotti (1931–2003), Schauspieler
- Maria Tipo (1931–2025), Pianistin
- Umberto Tramma (1931–2000), katholischer Geistlicher, Kurienbischof
- Franco Cavallo (1932–2022), Segler
- Mario Rosa (1932–2022), Historiker
- Francesco Amirante (1933–2024), Jurist
- Pasquale Borgomeo (1933–2009), Jesuit und Journalist
- Roberto De Simone (1933–2025), Komponist, Theatermann, Autor, Opernregisseur, Musikwissenschaftler, Mythologe und Ethnologe
- Luigi Ferrari Bravo (1933–2016), Jurist
- Carlo d’Ippolito di Sant’Ippolito (1933–2022), Profess-Großkreuz-Bailli und Großkomtur des Malteserordens
- Luciano Martino (1933–2013), Filmproduzent, Drehbuchautor und Filmregisseur
- Aldo Loris Rossi (1933–2018), Architekt, avantgardistischer Architekturtheoretiker und Hochschullehrer
- Mario Schiano (1933–2008), Altsaxophonist, Bandleader und Komponist
- Vincenzo Scotti (* 1933), Politiker
- Giuseppe D’Altrui (1934–2024), Wasserballspieler
- Mimmo Jodice (* 1934), Fotograf
- Mario Merola (1934–2006), Sänger und Schauspieler
- Antonio Saggio (1934–2010), Jurist
- Carlo Bruno (* 1935),  Komponist und Pianist
- Irma Capece Minutolo (1935–2023), Opernsängerin und Filmschauspielerin
- Enzo Dell’Aquila (* 1935), Drehbuchautor und Filmregisseur
- Nicola Tempesta (1935–2021), Judoka
- Ben Vautier (1935–2024), schweizerisch-französischer Künstler
- Rosa Russo Iervolino (* 1936), Politikerin
- Paolo Maddalena (* 1936), Richter am italienischen Verfassungsgericht
- Alfonso Quaranta (1936–2023), Präsident des italienischen Verfassungsgerichtes
- Alessandro Criscuolo (1937–2020), Verfassungsrichter und Präsident des italienischen Verfassungsgerichts
- Angelo Iacono (* 1937), Filmregisseur
- Luigi Malice (* 1937), Avantgardekünstler
- Rosario Parmegiani (1937–2019), Wasserballspieler
- Viktor Emanuel von Savoyen (1937–2024), Kronprinz des italienischen Königreichs
- Angelo Damiano (* 1938), Bahnradsportler
- Anna Orso (1938–2012), Film- und Fernsehschauspielerin
- Pasquale Squitieri (1938–2017), Filmregisseur
- Augusto Caminito (1939–2020), Drehbuchautor, Filmproduzent und -regisseur
- Peppino di Capri (* 1939), Sänger
- Luigi Mannelli (1939–2017), Wasserballspieler
- Antonio Capuano (* 1940), Filmregisseur und Drehbuchautor
- Filippo Strofaldi (1940–2013), Bischof von Ischia

#### 1941 bis 1950
- Giovanni Gallavotti (* 1941), mathematischer Physiker
- Lorenz Kramer (1941–2005), deutscher Physiker
- Riccardo Muti (* 1941), Dirigent
- Carlo Carunchio (* 1942), Drehbuchautor
- Nicola De Rinaldo (* 1942), Dokumentarfilmer, Filmregisseur und Drehbuchautor
- Francesco Guerra (1942–2025), Physiker
- Antonio Juliano (1942–2023), Fußballspieler
- Ninì Grassia (1944–2010), Filmregisseur und Drehbuchautor
- Gennaro Acampa (* 1945), Weihbischof in Neapel
- Roberto Cassetti (1945–2025), Architekt und Stadtplaner
- Ernesto Lamagna (* 1945), Bildhauer und Maler
- Edoardo Bennato (* 1946), Liedermacher und Rockmusiker
- Mario Franco (* 1946), Kurzfilmregisseur
- Mario Garbetta (* 1946), Film- und Fernsehschaffender
- Lamberto Lambertini (* 1946), Theaterschaffender und Filmregisseur
- Lucio Lemmo (* 1946), Weihbischof in Neapel
- Tullio De Piscopo (* 1946), Perkussionist, Popsänger und Fusionmusiker
- Gianfranco Todisco (* 1946), Bischof
- Laura Belli (* 1947), Schauspielerin
- Bruno Branciforte (* 1947), Admiral
- Ciro Ippolito (* 1947), Filmregisseur, Filmproduzent und Schauspieler
- Antonio Autiero (* 1948), römisch-katholischer Theologe
- Sergio Benvenuto (* 1948), Schriftsteller, Philosoph und Psychoanalytiker
- Giovanni D’Alise (1948–2020), römisch-katholischer Bischof von Ariano Irpino-Lacedonia und von Caserta
- Vincenzo Pelvi (* 1948), katholischer Geistlicher, Erzbischof von Foggia-Bovino
- Paola Severino (* 1948), Juristin, Hochschullehrerin und Rechtsanwältin
- Salvatore Visco (* 1948), katholischer Geistlicher, Erzbischof von Capua
- Ilda Boccassini (* 1949), Juristin
- Bruno Forte (* 1949), Theologe und Erzbischof
- Ignazio Visco (* 1949), Wirtschaftswissenschaftler
- Gianni Cozzolino (* 1950), Filmregisseur
- Roberto Esposito (* 1950), Philosoph
- Michelangelo Jurlaro (* 1950), Filmschaffender
- Erri De Luca (* 1950), Schriftsteller und Übersetzer
- Tony Esposito (* 1950), Musiker
- Sante Marsili (1950–2024), Wasserballspieler
- Gabriele Salvatores (* 1950), Filmregisseur
- Alan Sorrenti (* 1950), Sänger, Gitarrist und Songschreiber

#### 1951 bis 1960
- Pino Ammendola (* 1951), Schauspieler, Theaterautor und Filmregisseur
- Giuseppe Giuliano (* 1951), römisch-katholischer Geistlicher, Bischof von Lucera-Troia
- Massimo Ranieri (* 1951), Sänger und Schauspieler
- Francesco Clemente (* 1952), italienisch-US-amerikanischer Künstler
- Paolo Virno (* 1952), Philosoph und Semiotiker
- Enzo D’Alò (* 1953), Regisseur von Animationsfilmen
- Lucio Gaudino (* 1953), Filmregisseur und Drehbuchautor
- Paolo Di Lauro (* 1953), Boss der italienischen Camorra
- Carmine Macaluso (* 1954), Lehrer
- Licia Maglietta (* 1954), Schauspielerin
- Gigi Savoia (* 1954), Schauspieler und Theaterregisseur
- Laura Angiulli (* 1955), Theater- und Filmregisseurin
- Bruno Colella (* 1955), Schauspieler und Filmregisseur
- Pino Daniele (1955–2015), Sänger, Musiker und Songtexter
- Augusto De Luca (* 1955), Künstler und Fotograf
- Giuseppe Mazzafaro (* 1955), römisch-katholischer Geistlicher, Bischof von Cerreto Sannita-Telese-Sant’Agata de’ Goti
- Piero Nappi (* 1955), Automobilrennfahrer
- Salvatore Angerami (1956–2019), Weihbischof in Neapel
- Nando Paone (* 1956), Schauspieler
- Mario Raja (* 1956), Jazzmusiker und Bigband-Leader
- Stephen Spinella (* 1956), Schauspieler
- Antonio Adamo (* 1957), Regisseur von Pornofilmen
- Marco Beasley (* 1957), Musikhistoriker und Tenor
- Gaetano Castello (* 1957), römisch-katholischer Geistlicher, Weihbischof in Neapel
- Nino D’Angelo (* 1957), Sänger, Komponist und Schauspieler
- Guido del Giudice (* 1957), Schriftsteller und Philosoph
- Alfredo Golino (* 1957), Jazz- und Popmusiker
- Filippo Iannone (* 1957), römisch-katholischer Geistlicher, Kurienerzbischof
- Maria Rosaria Omaggio (1957–2024), Schauspielerin und Autorin
- Silvio Orlando (* 1957), Schauspieler
- Mario Salieri (* 1957), Filmregisseur
- Massimo Gaudioso (* 1958), Regisseur
- Giorgio Magliulo (* 1958), Filmproduzent und -regisseur
- Ciro Miniero (* 1958), katholischer Geistlicher, Erzbischof von Tarent
- Daniele Piomelli (* 1958), italienisch-US-amerikanischer Neurowissenschaftler
- Claudio Pollio (* 1958), Ringer
- Elena Basile (* 1959), Diplomatin
- Sergio Costa (* 1959), Offizier und Politiker
- Alessandro d’Episcopo (* 1959), Jazzmusiker
- Mario Martone (* 1959), Film- und Theaterregisseur sowie Drehbuchautor
- Elio Martusciello (* 1959), Improvisationsmusiker, Komponist und Multimediakünstler
- Ferdinando Meglio (* 1959), Fechter
- Patrizio Oliva (* 1959), Boxer
- Massimo Paolucci (* 1959), Politiker
- Walter Ricciardi (* 1959), Mediziner und Schauspieler
- Maurizio Sarri (* 1959), Fußballtrainer
- Francesco de Angelis (* 1960), Segler
- Enrico Baiano (* 1960), Cembalist und Interpret Alter Musik
- Pappi Corsicato (* 1960), Filmregisseur und Drehbuchautor
- Vincenzo De Falco (* 1960), Rechtsanwalt und Schriftsteller
- Antonietta De Lillo (* 1960), Regisseurin
- Alan De Luca (* 1960), Diskjockey, Fernsehmoderator, Komiker und Schauspieler
- Maria Pia De Vito (* 1960), Jazzmusikerin
- Francesco Schettino (* 1960), ehemaliger Kapitän
- Gaetano Quagliariello (* 1960), Politiker
- Paola Vittoria (* 1960), antiguanische Seglerin

#### 1961 bis 1970
- Costantino Ciervo (* 1961), Künstler
- Maurizio Fiume (* 1961), Kurzfilmregisseur und Drehbuchautor
- Alessandro Stanziani (* 1961), Historiker
- Andrea Cozzolino (* 1962), Politiker
- Sandro Cuomo (* 1962), Fechter
- Biagio Izzo (* 1962), Schauspieler und Comedian
- Gennaro Sangiuliano (* 1962), Journalist, Sachbuchautor und Politiker
- Fabio Terribile (* 1962), Pedologe und Hochschullehrer
- Antonio Jasevoli (* 1963), Jazzgitarrist
- Matteo Piantedosi (* 1963), Verwaltungsbeamter
- Marco D’Altrui (* 1964), Wasserballspieler
- Zeno Braitenberg (* 1964), Fernsehmoderator und Sachbuchautor
- Federico Castelluccio (* 1964), italo-amerikanischer Schauspieler und Maler
- Valeria Golino (* 1965), Schauspielerin
- Stefano Incerti (* 1965), Filmregisseur
- Fabio Maniscalco (1965–2008), Archäologe
- Erminia Mazzoni (* 1965), Politikerin
- Corrado Gabriele (* 1966), Politiker
- Luca Miniero (* 1967), Regisseur und Drehbuchautor
- Gigi D’Alessio (* 1967), Sänger
- Lino D’Angiò (* 1967), Schauspieler, Komiker und Fernsehmoderator
- Ciro Ferrara (* 1967), Fußballspieler und -trainer
- Luigi de Magistris (* 1967), Staatsanwalt und Politiker
- Francesco Baiano (* 1968), Fußballspieler
- Gennaro Di Napoli (* 1968), Mittel- und Langstreckenläufer
- Fulvio Martusciello (* 1968), Politiker
- Davide Tizzano (* 1968), Ruderer
- Elisabetta De Luca (* 1969), italienisch-österreichische Autorin
- Pasquale Luiso (* 1969), Fußballspieler
- Antonio Scurati (* 1969), Schriftsteller
- Carmela Allucci (* 1970), Wasserballspielerin
- Carmine Gautieri (* 1970), Fußballspieler und -trainer
- Ciro de Luca (* 1970), österreichischer Kabarettist und Schauspieler
- Diego Nargiso (* 1970), Tennisspieler
- Massimiliano Rossi (* 1970), Schauspieler
- Mario Scaramella (* 1970), Geheimdienst-Experte
- Paolo Sorrentino (* 1970), Drehbuchautor und Filmregisseur
- Giorgia Tomassi (* 1970), Pianistin

#### 1971 bis 1980
- Carlo Silipo (* 1971), Wasserballspieler
- Raffaello Caserta (* 1972), Fechter
- Vincenzo Marra (* 1972), Filmregisseur
- Emilio Nappa (* 1972), römisch-katholischer Geistlicher und Kurienerzbischof
- Francesco Postiglione (* 1972), Wasserballspieler
- Fabio Cannavaro (* 1973), Fußballspieler
- Gaetano Parisio (* 1973), Produzent
- Alessandro Preziosi (* 1973), Schauspieler
- Giampaolo Morelli (* 1974), Schauspieler
- Marco Carola (* 1975), DJ, Produzent und Remixer
- Nina Di Majo (* 1975), Filmregisseurin und Drehbuchautorin
- Rita Grande (* 1975), Tennisspielerin
- Raffaele Ferrara (* 1976), Radrennfahrer
- Marcello Musto (* 1976), Soziologe
- Antonio Di Natale (* 1977), Fußballspieler
- Barbara Ercolano (* 1977), Astrophysikerin und Hochschullehrerin
- Antonio Langella (* 1977), Fußballspieler
- Davide Rummolo (* 1977), Schwimmer
- Antonia Truppo (* 1977), Schauspielerin
- Ferdinando Coppola (1978), Fußballtorhüter
- Edoardo De Angelis (* 1978), Filmregisseur, Drehbuchautor und Filmproduzent
- Assunta Legnante (* 1978), Leichtathletin
- Massimiliano Rosolino (* 1978), Schwimmer
- Crescenzo D’Amore (1979–2024), Radrennfahrer
- Antonio D’Aniello (* 1979), Radrennfahrer
- Roberto Saviano (* 1979), Schriftsteller und Journalist
- Antonio Bocchetti (* 1980), Fußballspieler
- Deborah De Luca (* 1980), DJ und Techno-Produzentin
- Pietro Masturzo (* 1980), Fotograf
- Pasquale Muto (* 1980), Radrennfahrer

#### 1981 bis 1990
- Paolo Cannavaro (* 1981), Fußballspieler
- Ciro Capuano (* 1981), Fußballspieler
- Fabio Maresca (* 1981), Fußballschiedsrichter
- Diego Occhiuzzi (* 1981), Fechter
- Guglielmo Stendardo (* 1981), Fußballspieler
- Marco Borriello (* 1982), Fußballspieler
- Salvatore Masiello (* 1982), Fußballspieler
- Adriano Pantaleo (* 1982), Schauspieler
- Leonardo Basile (* 1983), Taekwondoin
- Laura Ferrara (* 1983), Politikerin
- Antonio Floro Flores (* 1983), Fußballspieler
- Pasquale Foggia (* 1983), Fußballspieler
- Erminio Rullo (* 1984), Fußballspieler
- Cristiana Dell’Anna (* 1985), Theater-, Fernseh- und Filmschauspielerin
- Antonio Nocerino (* 1985), Fußballspieler
- Vincenzo Pellecchia (* 1985), Fußballspieler
- Serena Rossi (* 1985), Schauspielerin, Synchronsprecherin, Sängerin und Moderatorin
- Salvatore Bocchetti (* 1986), Fußballspieler
- Alessandra Mastronardi (* 1986), Schauspielerin
- Francesco Volpe (* 1986), Fußballspieler
- Raffaele De Rosa (* 1987), Motorradrennfahrer
- Dario Sammartino (* 1987), Pokerspieler
- Danilo D’Ambrosio (* 1988), Fußballspieler
- Carlo Vecchione (* 1988), Fußballspieler
- Denise Capezza (* 1989), Schauspielerin
- Francesco Ciniglio (* 1989), Jazzmusiker
- Annalisa Durante (1990–2004), Schülerin; Opfer der Mafia

#### 1991 bis 2000
- Lorenzo Giustino (* 1991), Tennisspieler
- Lorenzo Insigne (* 1991), Fußballspieler
- Alessio Lapice (* 1991), Schauspieler
- Armando Izzo (* 1992), Fußballspieler
- Valentina Landri (* 1992), Handballspielerin
- Fabrizio Romano (* 1993), Sportjournalist und Influencer
- Giuseppe Vicino (* 1993), Ruderer
- Luca Curatoli (* 1994), Säbelfechter
- Roberto Insigne (* 1994), Fußballspieler
- Antonio Spavone (* 1994), Automobilrennfahrer
- Simona Tabasco (* 1994), Schauspielerin
- Daniele Verde (* 1996), Fußballspieler
- Alfonso Scalzone (* 1996), Ruderer
- Rolando Mandragora (* 1997), Fußballspieler
- Giuseppe Pezzella (* 1997), Fußballspieler
- Angela Carini (* 1998), Boxerin
- Luigi Montella (* 1998), Motorradrennfahrer
- Christian Parlati (* 1998), Judoka
- Benedetta Glionna (* 1999), Fußballspielerin
- Josephine Obossa (* 1999), Volleyballspielerin
- Alessandro Sibilio (* 1999), Leichtathlet
- Manolo Portanova (* 2000), Fußballspieler

### 21. Jahrhundert

#### Ab 2001
- Margherita Mazzucco (* 2002), Schauspielerin
- LDA (* 2003), Popsänger

## Bekannte Einwohner von Neapel

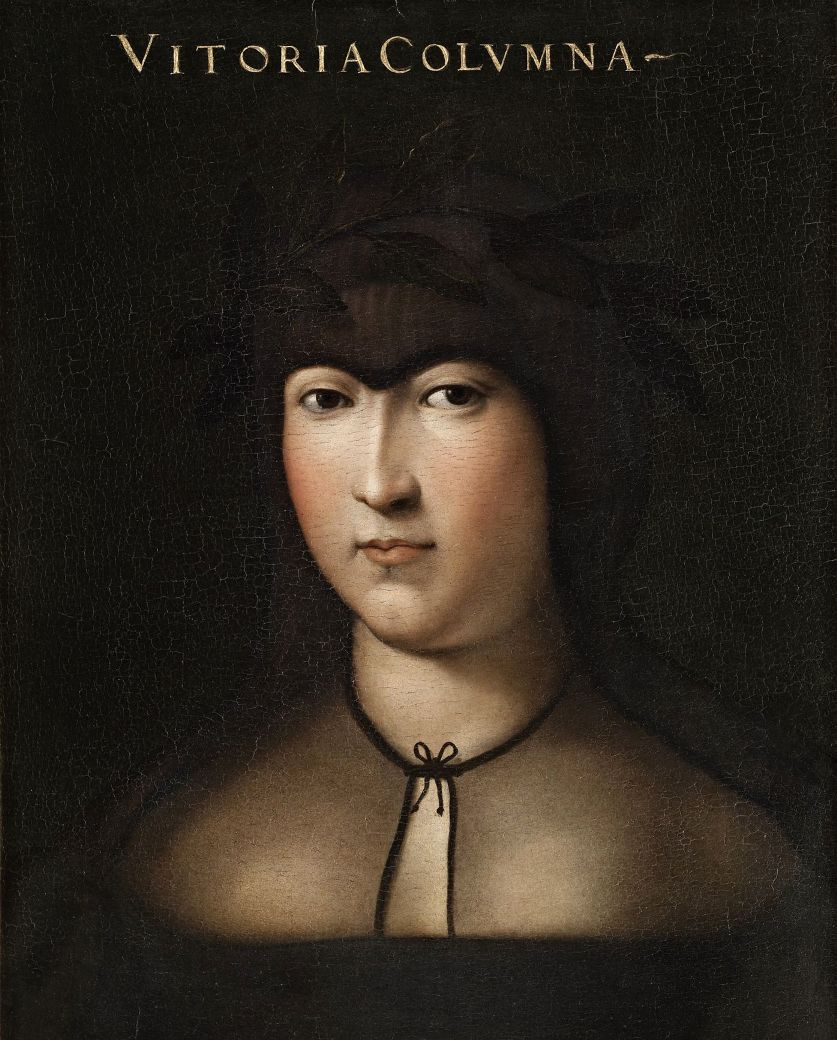
Vittoria Colonna

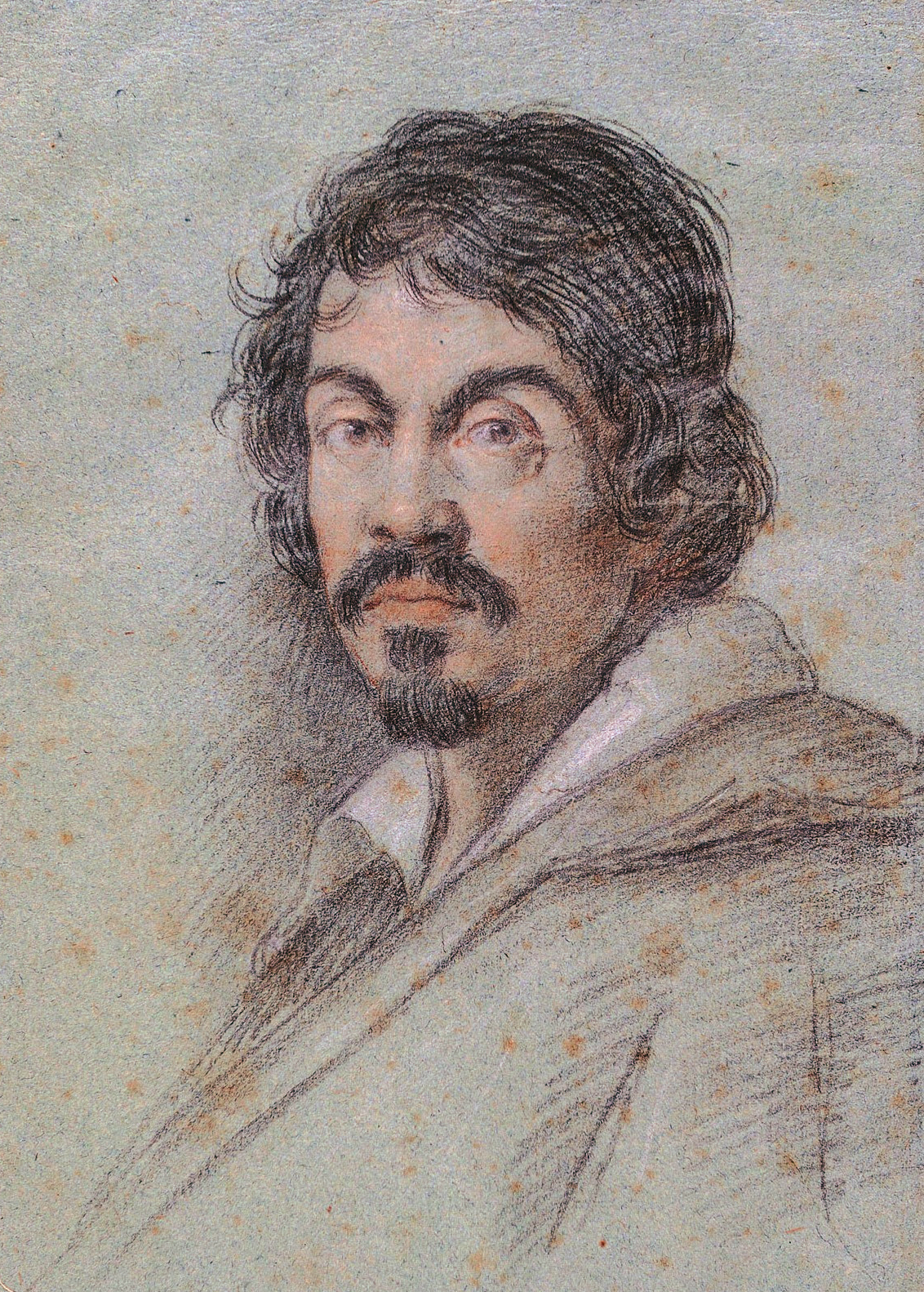
Michelangelo Merisi

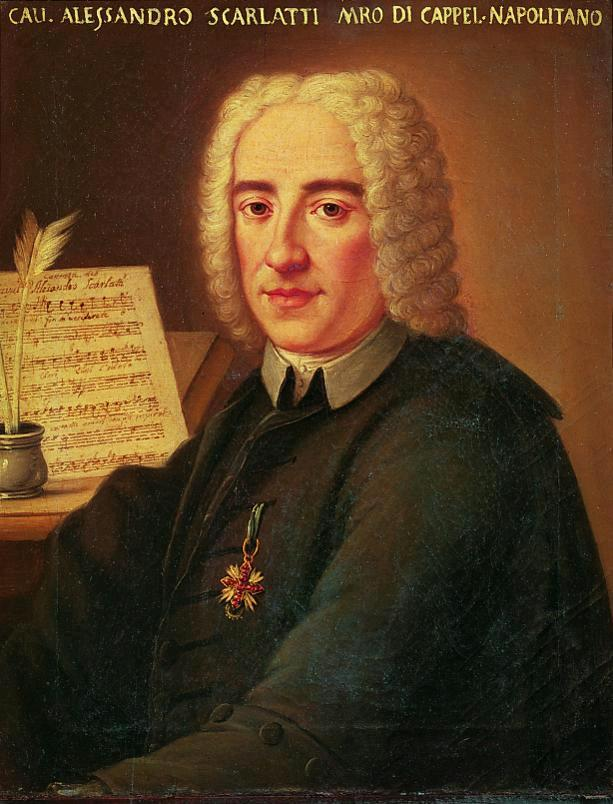
Alessandro Scarlatti

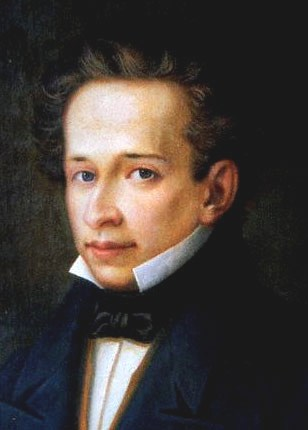
Giacomo Leopardi

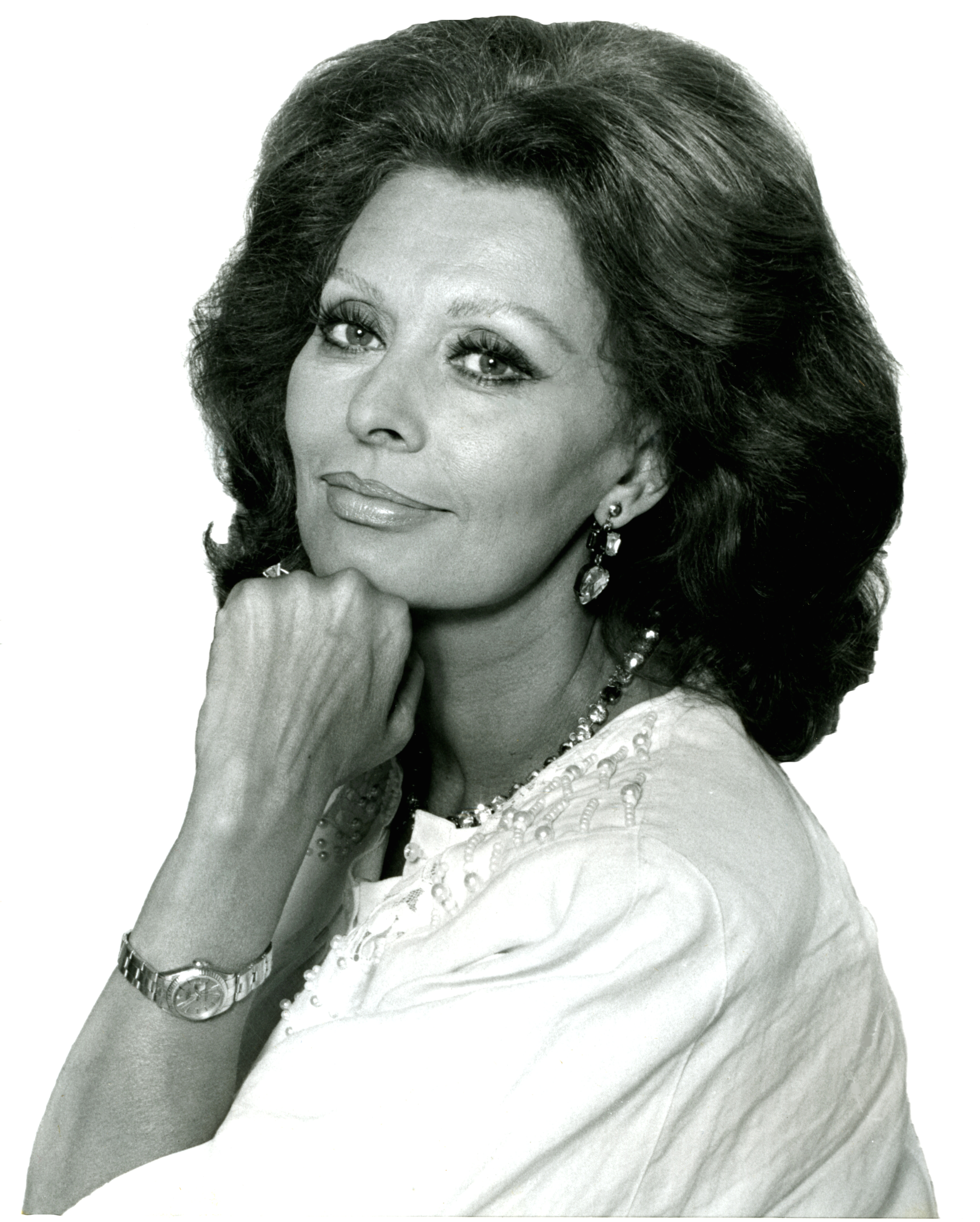
Sophia Loren

- Vergil (70–19 v. Chr.), römischer Dichter
- Romulus Augustulus (um 460 – nach 476), letzter Kaiser des Weströmischen Reiches
- Thomas von Aquin (1225–1274), Dominikaner, Theologe und Philosoph
- Giotto di Bondone (1267/76–1337), Maler
- Johanna von Durazzo (1344–1387), Herzogin von Durazzo
- Benedetto Cotrugli (1416–1469), dalmatischer Kaufmann
- Vittoria Colonna (1492–1547), Dichterin
- Niccolò Franco (1515–1570), Dichter
- Giambattista della Porta (1535–1615), Arzt, Universalgelehrter und Dramatiker
- Pietro Cerone (1566–1625), Musiktheoretiker und Sänger
- Michelangelo Merisi da Caravaggio (1571–1610), Maler
- Marco Aurelio Severino (1580–1656), Anatom
- Domenichino (1581–1641), Maler
- Artemisia Gentileschi, Malerin (1593–1654)
- François de Nomé (1593/94–?), Maler
- Gaspar van Wittel (1653–1736), niederländischer Vedutenmaler
- Alessandro Scarlatti (1660–1725), Komponist
- Anton Pichler (1697–1779), deutsch-italienischer Gemmenschneider
- Pietro Rotari (1707–1762), Maler
- Giovanni Battista Pergolesi (1710–1736), Komponist
- Ferdinando Galiani (1728–1787), Diplomat, Ökonom und Schriftsteller
- Pietro Alessandro Guglielmi (1728–1804), Komponist
- Pierre-Jacques Volaire (1729–1799), französischer Landschaftsmaler
- William Hamilton (1730–1803), schottischer Diplomat, Kunstsammler und Vulkanologe
- Giovanni Paisiello (1740–1816), Komponist
- Alberto Fortis (1741–1803), Geistlicher, Naturphilosoph und Universalgelehrter
- Francesco Mario Pagano (1748–1799), Jurist und Schriftsteller
- Domenico Cimarosa (1749–1801), Komponist
- Johann Heinrich Schmidt (1757–1821), deutscher Maler
- Johann Martin Giehr (1763–1848), Kunstmaler
- Emma Hamilton (1765–1815), Mätresse des britischen Admirals Horatio Nelson
- Edward Dodwell (1767–1832), Reiseschriftsteller und Altertumsforscher
- Pietro Carlo Guglielmi (1772–1817), Komponist
- Ludwig Philipp von Bombelles (1780–1843), österreichischer Diplomat
- Mary Somerville (1780–1872), schottische Astronomin und Mathematikerin
- Carl Mayer von Rothschild (1788–1855), deutscher Bankier
- Joseph Fieschi (1790–1836), Attentäter
- Luigi Giura (1795–1864), Ingenieur und Architekt
- Giacomo Leopardi (1798–1837), Dichter, Essayist und Philologe
- Carl Götzloff (1799–1866), deutscher Maler
- Francesco De Sanctis (1817–1883), Literaturhistoriker und Kritiker
- Agostino Magliani (1824–1891), Finanzminister
- Anton Dohrn (1840–1909), deutscher Zoologe
- Pasquale del Pezzo (1859–1936), Mathematiker
- Benedetto Croce (1866–1952), Philosoph und Historiker
- Peyveste Emuhvari (1873–1944), Tochter des Prinzen Osman-Bey Emuhvari
- Giuseppe Moscati (1880–1927), Arzt und Wissenschaftler
- Fritz Glarner (1899–1972), schweizerisch-amerikanischer Maler
- Leone Minassian (1905–1978), Maler
- Corrado Ursi (1908–2003), Erzbischof von Neapel und Kardinal
- Lionello De Felice (1916–1989), Drehbuchautor und Filmregisseur
- Hans Werner Henze (1926–2012), deutscher Komponist
- Sophia Loren (* 1934), Schauspielerin
- Donatella Mazzoleni (* 1943), Architektin, Architekturtheoretikerin, Autorin und Hochschullehrerin
- Elke Hermannsdörfer (* 1947), deutsche Schriftstellerin
- Philip Taaffe (* 1955), US-amerikanischer Maler
- Diego Maradona (1960–2020), argentinischer Fußballspieler
- Alessandra Mussolini (* 1962), Politikerin
- Ernesto Castillo (* 1970), deutschsprachiger Lyriker
- Ryan Mendoza (* 1971), US-amerikanischer Maler